# Тульчин
Тульчи́н — місто в Україні, на півдні східного Поділля, адміністративний центр Тульчинського району Вінницької області та Тульчинської міської громади, розташоване у долині між невисокими пагорбами, в межиріччі річок Тульчинки й Сільниці (притока Південного Бугу).
Тульчин пов'язаний із творчістю видатного українського композитора, класика Миколи Леонтовича з його відомим «Щедриком».

## Назва
В документі Львівського маґістрату від 3 липня 1648 року місто має назву Нестервар (Нестервар, згідно з однією з версій, в перекладі з угорської — Нестер (Дністер) і — вар (замок/місто), однак в угорській мові ця річка ніколи не називалась Нестер.)
Назву Нестервар слід розглядати в контексті пласту інших назв, які існували на Східному Поділлі у першій половині XVII сторіччя. До цього пласту належать назви Нестервар, Нестерварка, Калинвар, Рокошвар, Мартинвар. Всі ці місцевості мали свої альтернативні назви: Нестервар називався також Тульчином, Калинвар — Умань, Рокошвар — Шаулиха і Нестерварка, яка раніше мала назву Нестеровці. Мартинвар — це неідентифіковане село на теренах Черкаської області. Існування паралельних назв вказує на те, що назви з частиною -вар не були оригінальними назвами цих місцевостей, а радше приватною ініціативою Валентія-Александра, Мартина та Адама Калиновських, у власності яких перебували на той час ці маєтки, і які з невідомих причин вирішили перейменувати їх на угорський кшталт. Основою для назви Нестервар вочевидь став корінь назви Нестеровці (Нестерварка), а не назва річки Дністер, як вважали дотепер. 
Походження самої назви Тульчин спричиняє багато суперечок. Місто розташоване на річці Тульчинці, від якої могло отримати свою назву. Неподалік від Поділля, в румунській Добруджі, у долині Дунаю, існує місто Тульча, яке має майже ідентичну назву.

## Географія

Вид на місто з боку Нестерварського ставу

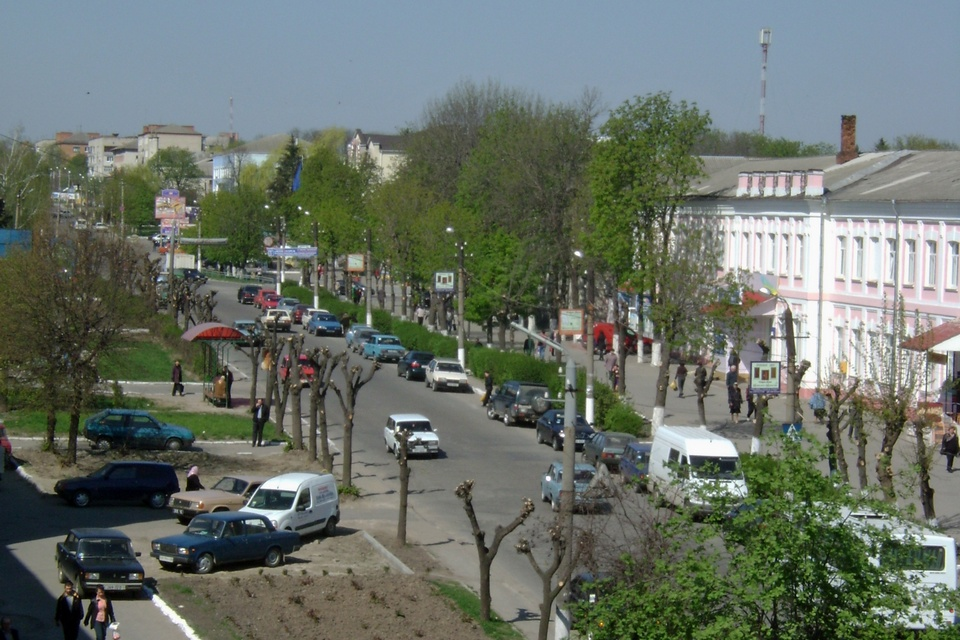
Середмістя Тульчина

### Розташування
Місто Тульчин розташоване у південній частині Подільського плато. 
Геологічна будова території визначається розміщенням у межах Українського кристалічного щита, фундамент якого складають кристалічні породи. Близькість до поверхні кристалічного щита зумовлює наявність та видобуток таких корисних копалин, як граніт, глина, кварцит, гнейс. Усі ці корисні копалини є будівельними матеріалами, їх використовують в будівництві споруд, шляхів, прокладці інженерних комунікацій. Рельєф міста — хвиляста рівнина, порізана долинами, балками та ярами. Найвища точка міста — 273 м над рівнем моря, найнижча — 196 м.
На території протікають річки: Сільниця, Тульчинка. Води джерел утворюють 3 ставки.

### Клімат
У фізико-географічному відношенні належить до лісостепової зони. Клімат міста помірно континентальний, зима коротка, м'яка, з частими відлигами, літо тривале, переважно спекотне , з великою кількістю днів з температурою вище +33. Часто влітку трапляються посухи.
Середня температура січня становить −2.0˚C, липня +31.0˚C. Середньорічна кількість опадів — 472 мм, найменше опадів — у березні та жовтні, найбільше — у липні. 
З несприятливих кліматичних явищ на території міста спостерігаються хуртовини, ожеледь, тумани у холодний період року, грози з градом. Тривалість світлового дня коливається від 8 до 16,5 годин.
| Кліматограма Тульчина | Кліматограма Тульчина | Кліматограма Тульчина | Кліматограма Тульчина | Кліматограма Тульчина | Кліматограма Тульчина | Кліматограма Тульчина | Кліматограма Тульчина | Кліматограма Тульчина | Кліматограма Тульчина | Кліматограма Тульчина | Кліматограма Тульчина |
| --- | --------------------- | --------------------- | --------------------- | --------------------- | --------------------- | --------------------- | --------------------- | --------------------- | --------------------- | --------------------- | --------------------- |
| С | Л                     | Б                     | К                     | Т                     | Ч                     | Л                     | С                     | В                     | Ж                     | Л                     | Г                     |
| 37 1 −5 | 36 10 2               | 44 13 2               | 56 24 9               | 65 29 11              | 82 35 19              | 85 40 22              | 60 38 23              | 62 30 14              | 40 19 6               | 44 7 1                | 40 3 −1               |
| Середня макс. і мін. температури повітря (°C) Атмосферні опади (мм), за рік : 651 мм. Джерело: «Climate-Data.org» (англ.) |                       |                       |                       |                       |                       |                       |                       |                       |                       |                       |                       |

## Історія

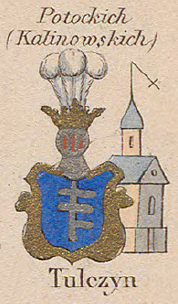
Тульчин на мапі Зигмунда Герстмана

Місто належало подільській шляхетській родині Струсів г. Корчак. Одна з представниць цього роду вийшла заміж за Калиновського — Тульчин перейшов до родини Калиновських.
Перші письмові відомості про Тульчин належать до 1607 року. Привілей на місто наданий генералу подільських земель Валентію Александру Калиновському Сигізмундом ІІІ Вазою. У першій половині XVII — століття Тульчин став визначним торговельним центром завдяки брацлавському старості Адаму Калиновському. З 1649 р. недовгий час сотенне містечко Брацлавського полку, з 1667 р. Тульчин знову відійшов до Речі Посполитої, з 1672 по 1699 рік був під владою Османської імперії.
У 1648 тут був укріплений замок з кам'яними вежами по кутах.
Після нетривалого занепаду і розрухи, спричинених трагічними подіями під час штурму потужної Тульчинської фортеці з численним гарнізоном повсталими козацькими загонами полковника Максима Кривоноса, Хмельницького в 1648 році під час народно-визвольної війни українського народу проти польського поневолення, Тульчин наприкінці XVIII століття розквітає і стає широко знаним центром промисловості і ремесел, високої європейської культури, завдячуючи графу Станіславу «Щенсному» Потоцькому — власнику великих земельних володінь в Україні.
У 1778 в Тульчині було 440 осель.
18 червня 1726 р. київський воєвода Франц Салезій Потоцький отримав місто Тульчин та навколишні землі від родича белзького воєводи — Станіслава Владислава Потоцького. Ці землі раніше належали вигаслому роду Струсів та Калиновських, а також через одруження з Ганною Потоцькою, Салезію дісталися також землі, які належали вигаслому роду Лящів. Сам же белзький воєвода Станіслав Потоцький отримав Тульчин від Гелени Калиновської. Після смерті в 1772 році Франц Салезій Потоцький Тульчинські маєтності переходять його сину Станіславу «Щенсному» Потоцькому.

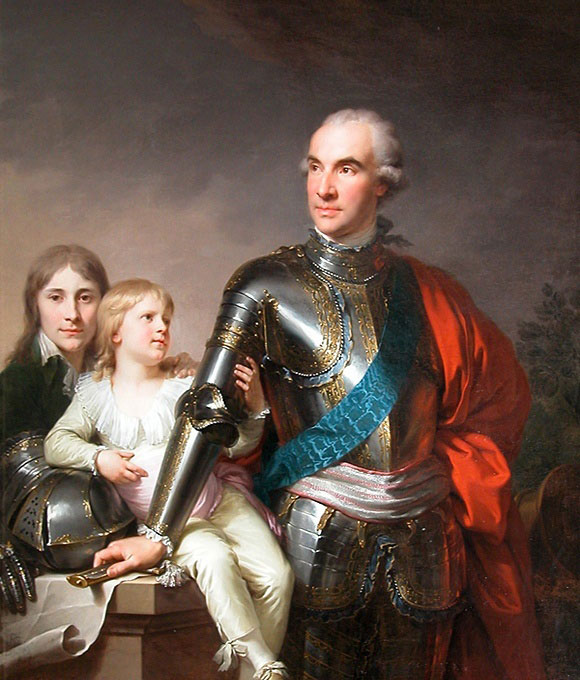
Станіслав Щенсний Потоцький

Станіслав «Щенсний» Потоцький робить Тульчин своєю резиденцією, споруджуючи в 1782 році палацо — парковий ансамбль «Хороше», який успішно сперечався з найкращими королівськими аналогами Європи. Цей унікальний і величний витвір мистецтва та архітектури проектували французький художник, будівельник і механік Лакруа, дизайнер голландець Меркс, автор парку англієць Міллер. Місто швидко будується і буйно розквітає, успішно торгує, заповзято працює, стає відомим, статечним, а слава про нього лине ген по Європі: саме тут з'являються найкращі європейські зразки декоративних і фруктових дерев, найкращі сорти сільськогосподарських культур, рослин і квітів, виводять найкращі породи свійської худоби і птиці, виготовляють вишукані сорти і марки напоїв, створюють шедеври ремесел і гончарства, вдосконалюється система аграрного виробництва, поліпшується матеріальне становище селян. 17 травня 1787 р., з нагоди перебування польського короля Станіслава Августа Понятовського, місту надано магдебурзьке право.

1792 р. місто — резиденція Тарговицької конфедерації.
На честь перебування короля Станіслав «Щенсний» Потоцький на площі Ринок поставив колону, а населенню в межах милі дарував «вольну». На честь Тарговицької конфедерації Станіслав «Щенсний» Потоцький поставив гранітний пам'ятник. Також ним був фундований мурований Домініканський костел, урочисте відкриття якого відбулося 9 травня 1784 р., з Риму в костел були привезені і тут покладені мощі св. Піуса. В палацовому парку «Хороше» була мармурова баня в мавританському стилі, привезена з Царгороду.

### Тульчин окупований царською Росією
З 1793 Після другого поділу Речі Посполитої місто опиняється у складі Російської Імперії. Недовгий час повітове місто Брацлавського намісництва, у 1795 р. оці затверджується герб міста у вигляді лицарського щита із зображенням на блакитному полі старої Брацлавської фортеці, а на зеленому полі, внизу, — трьох золотих снопів жита. З 1804 р. заштатне містечко Подільської губернії.
З березня 1796 по березень 1797 року в Тульчині перебував російський полководець Олександр Суворов. За 12 км від міста (с. Тиманівка) розташовані криниці, які викопали і облаштували в свій час солдати О. Суворова. Саме тут, у Тульчині, російський полководець написав свою відому працю «Наука перемагати». В 1806 році в Тульчині стояв другий корпус Мейєндорфа, ад'ютантом у якого був видатний український письменник Іван Котляревський. Перебував він у Тульчині з лютого по грудень 1806 року. А 1818 року в Тульчині розмістився штаб другої армії, офіцери якого були учасниками франко-російської війни 1812 року проти Наполеона. Того самого року група прогресивно настроєних офіцерів штабу об'єдналася в Тульчинську управу таємної організації «Союз благоденства», на зміну якому прийшло Південне Товариство декабристів. Організатором і душею управи був полковник П. І. Пестель, ад'ютант головнокомандувача другою армією. Молоді офіцери збирались на квартирі Пестеля. Тут можна було зустріти О. Юшневського, В. Давидова, Ф. Вольфа, В. Іванова, О. Барятинського, С. Волконського, М. Лорера та інших активних учасників майбутнього декабристського виступу.
На час перебування Павла Пестеля в Тульчині припадають його зустрічі з Олександром Пушкіним; російський поет ще до свого заслання на південь Росії мріяв побувати у цьому затишному містечку Подільської губернії, де перебував штаб 2-ї армії і де серед кола революційно налаштованих молодих офіцерів мав чимало знайомих. Уперше йому вдалося приїхати до Тульчина лише у лютому 1821 року. А.Пушкін іще двічі побував у Тульчині — у серпні та листопаді 1822 року, де мав розмови з П.Пестелем, іншими діячами Південного товариства та його друзями-однодумцями А.Юшневським, Ніколаєм Басарґіним, Раєвським та іншими. Він побував у Павла Пестеля вдома, відпочивав у нього під розлогими липами. Ті зустрічі й щирі розмови про майбутнє Росії надихнули А.Пушкіна на вірші, які навіки прославили Тульчин і перших провісників свободи. У 10-й главі відомого роману «Євгеній Онегін» читаємо:
| Було це при Неві льодистій. Та в краї, де раніш весна Сміється Кам'янці тінистій, Горбам похилим Тульчина, Де Вітгенштейнові дружини Дніпром підмивані рівнини І степ надбузький облягли, Діла по-іншому пішли... Там Пестель... для тиранів, І в рать вливав незнаний пал Спокою повний генерал, І Муравйов огнем одваги, В ім'я нових, жаданих прав Союзу сполох приспішав. |
(Переклад Максима Рильського)

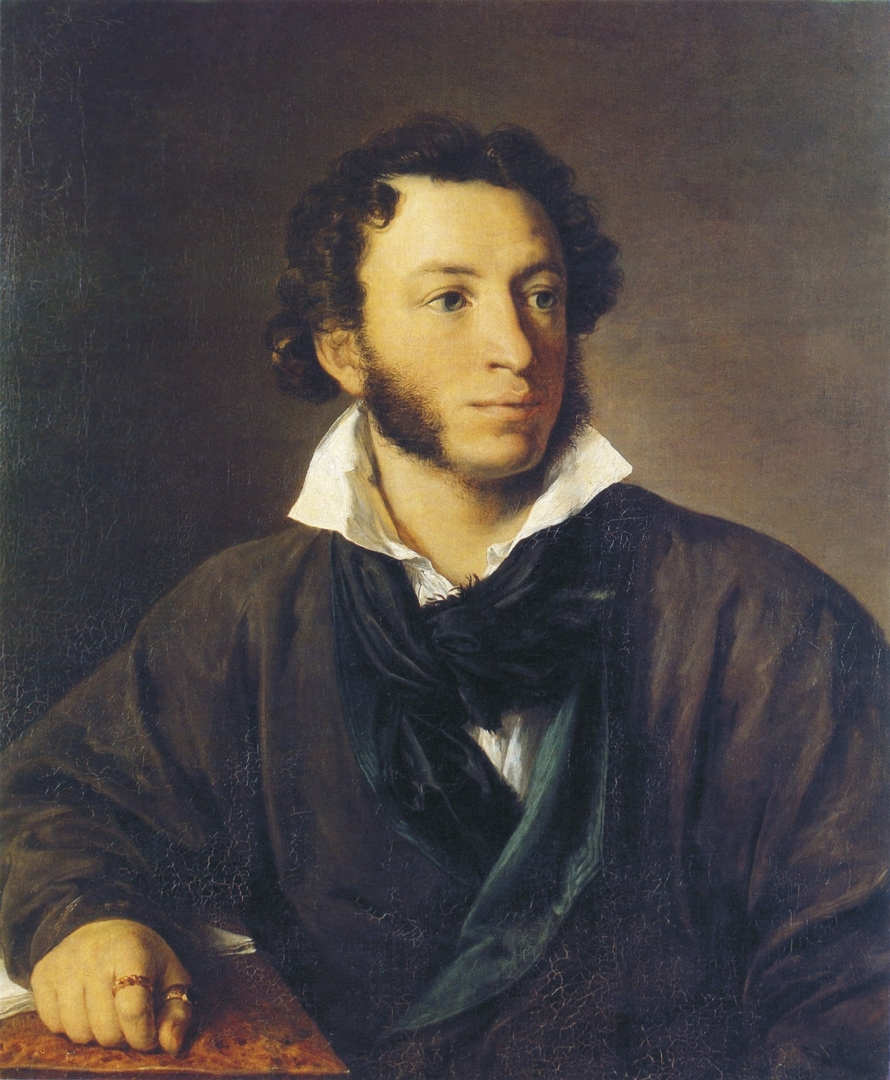
Пушкін О.

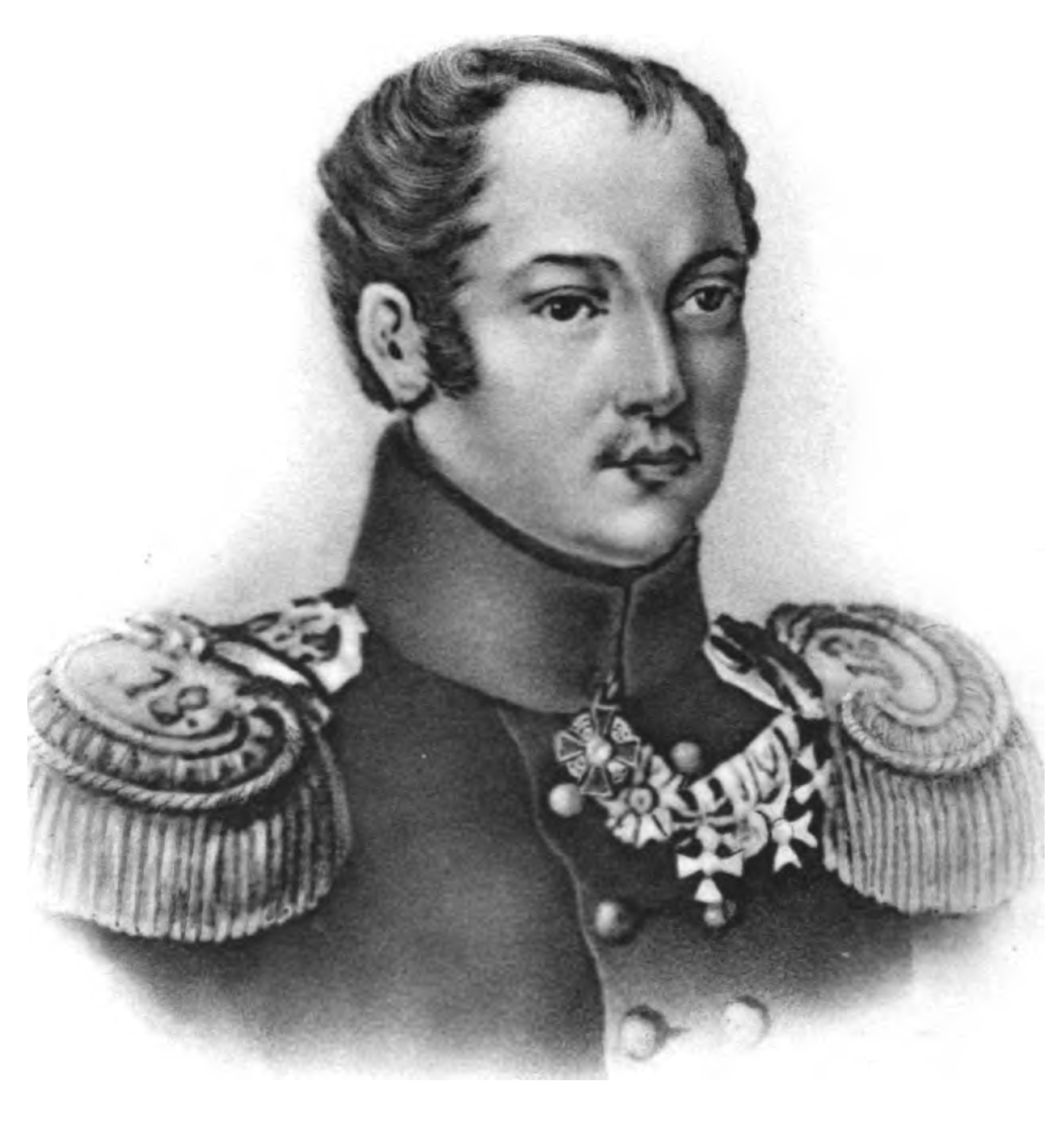
Пестель П.

У дореволюційний літопис міста вписується й спогад про перебування в ньому «польського Лєрмонтова», друга А. Міцкевича — поета Юліуша Словацького.
В один з липневих днів 1827 року, їдучи до Одеси, Юліуш Словацький зі своїм другом Зеноном Михальським прибув до Тульчина. Їх вразив красою сад і парк «Хороше». І Ю. Словацький робить запис у подорожніх нотатках: «На третій день ввечері ми приїхали до гарного Тульчина… „Хороше“ і сади захопили мене»…
Там сади і парки, палаци належали магнатам. За їх огорожами був зовсім інший Тульчин.
У середині минулого століття Тульчин був містечком з 1164 господарствами. Жалюгідними й мізерними проти «Хорошого» виглядали похилені халупи місцевих ремісників. Приїжджі могли зупинитись у двох «гостинних» дворах. Шинок і кондитерська лавка — оце і вся «торговельна мережа». Осінні дні виповнювались гудком цукроварні, збудованої в 1848 році Потоцьким. А медицину представляла стара аптека, в якій завжди дрімав такий же старий провізор. Додайте військовий шпиталь при другій армії та юнкерське училище, відкрите в зв'язку з перебуванням у містечку великого штабу, і матимете повне уявлення про описуване нами місто, яким воно було сто років тому.
Реформа 1861 року не принесла Тульчину істотних змін. Хіба що в 1862 році тут відкрилось духовне училище та через сім років у місті почав працювати шкіряний завод, а в 1886 році — паровий млин. Були ще вовночесалка, завод штучних мінеральних вод, крупорушка, макаронна фабрика, вальцевий млин, медоварний завод.
До переліченого можна було б додати каретну і тютюнову фабрики, два цегельних, три свічкових заводи та кілька інших кустарних підприємств. Про розмах їх виробництва свідчить хоча б ось така статистика: на 17 тульчинских підприємствах було зайнято 134 робітники — в чотири рази менше, ніж сьогодні на одній взуттєвій фабриці.

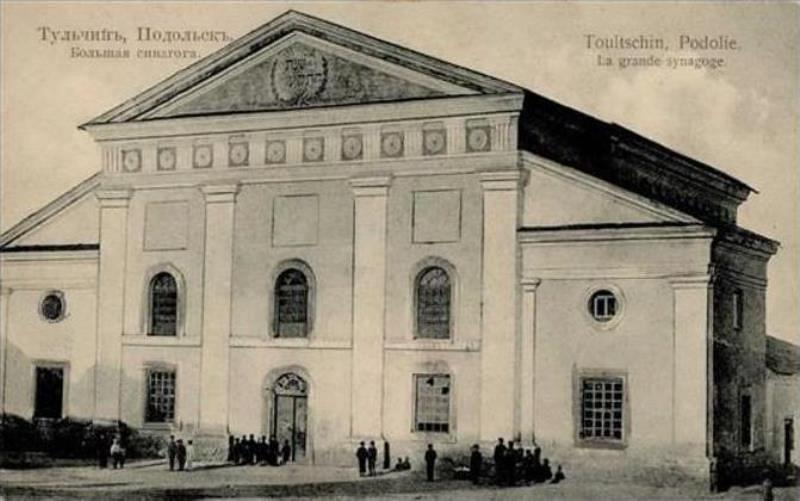
Велика синагога

Це була його, так би мовити, важка індустрія. За іншими показниками дореволюційний Тульчин набагато випередив своїх сусідів. У місті на той час було вже 5 церков, костьол, 2 синагоги, понад десять молитвених домів, 23 шинки, 13 винних лавок і великий винний склад. На кожних 660 жителів припадала корчма. Таким переступив поріг нового, XX століття Тульчин — містечко ремісників і торговців. Важким було життя ремісників і міської бідноти. В їх середовищі росте незадоволення рабським становищем, визріває протест проти самодержавства. Несила було більше терпіти наругу. Ще в серпні 1904 року спалахнув страйк столярів — перший організований виступ робітників Тульчина. В травні 1905 року під червоними прапорами, з лозунгами, що закликали до боротьби з царизмом, вийшли тульчинці на загальноміський мітинг. Подільське місто заявило про свою підтримку революційних мас Росії. Нові масові виступи робітників підтримали навколишні селяни, а невдовзі селянський рух охопив усю Подільську губернію. Уряд ввів у Тульчин військові частини. Почалось жорстоке переслідування революційно настроєних робітників і селян. Але це не припинило їх виступів.

### Українська революція

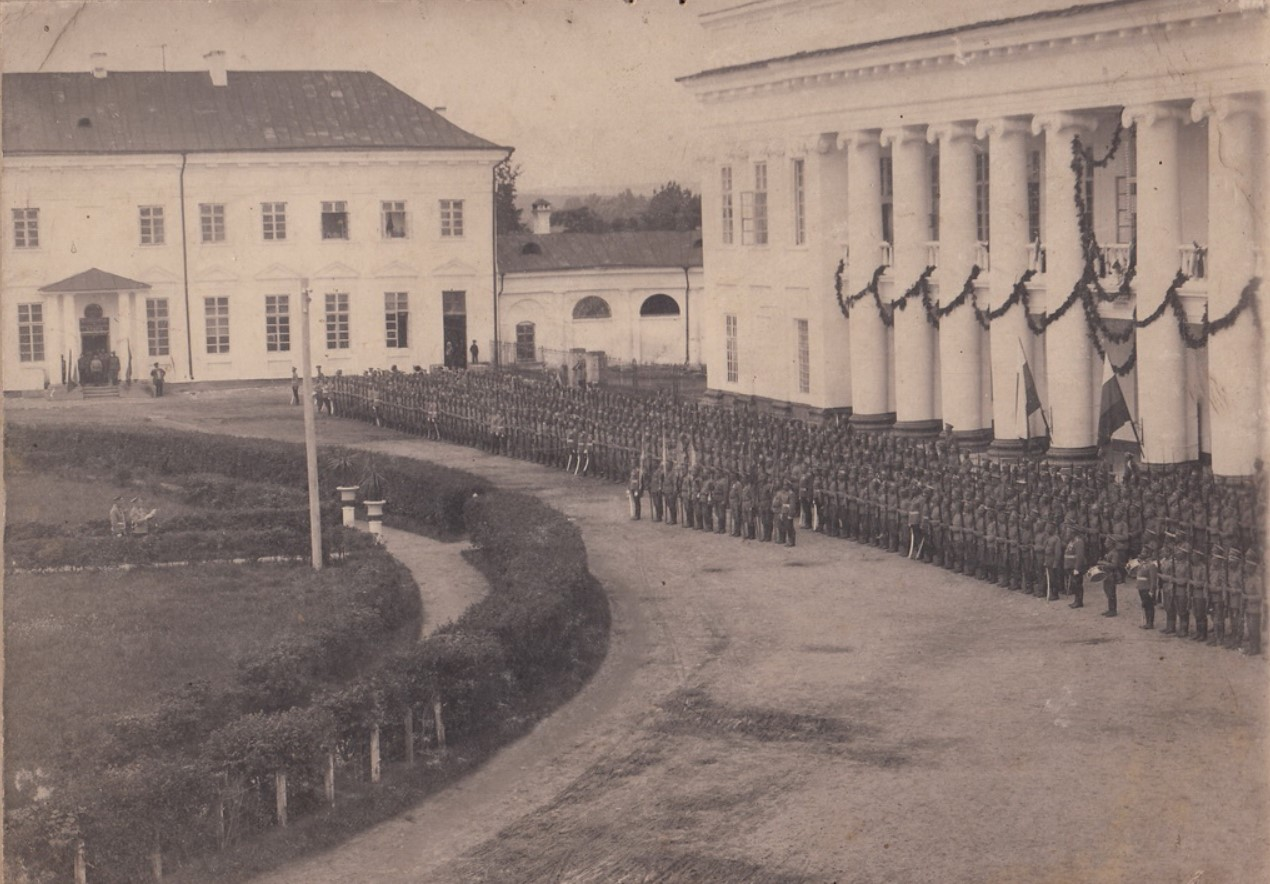
Кубанський 76-й піхотний полк на параді в Тульчині

Бурхливі події відбувались у Тульчині протягом 1917—1920 років.
У 1917 році місто входить до складу Української Народної Республіки.
Протягом 1917–1920 років місто побувало під владою більшовиків, і Директорії, денікінських і гетьманських військ.
Внаслідок поразки Перших визвольних змагань місто перейшло під владу більшовиків.
Остаточно більшовики встановили свою владу у місті 19 червня 1920 року.

### Микола Леонтович і Тульчин
Визначною подією в культурному житті Тульчина була активна діяльність видатного українського композитора Миколи Леонтовича. Значна частина творчого життя М. Леонтовича пов'язана з Тульчином. З 1908 року викладає співи в єпархіальному жіночому училищі. Працюючи там понад 10 років, отримує казенну квартиру, навкруги якої був садок. За цей час він створив близько 200 хорових творів, 10 духовних хорів. У 1914 році з Тульчина вилітає його знаменитий «Щедрик», який співали в багатьох містах, і він став своєрідною емблемою хорової музики. Нині мелодія «Щедрика» відома всьому світові, хоча мало хто знає, що її автором є українець.

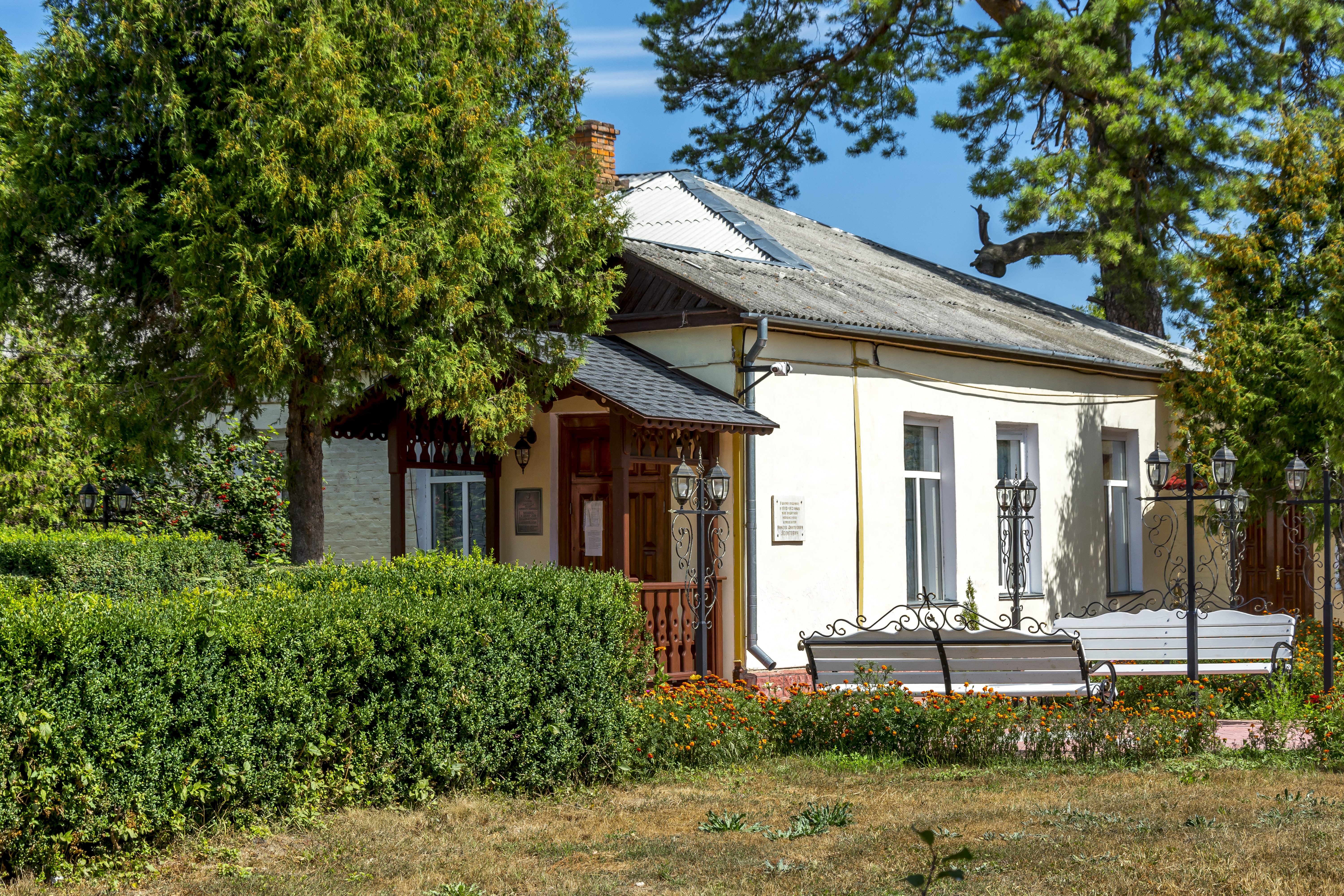
Будинок Миколи Леонтовича

1920 року Микола Леонтович створює в Тульчині народний хор. Пісня «Смерть» була останньою його хоровою обробкою, яку він не встиг вивчити з хором, бо в ніч на 23 січня 1921 року трагічно обірвалося життя видатного сина України. Леонтович загинув від кулі колишнього агента повітчека Б. Грищенка, який грабував населення. Після трагічної смерті М. Леонтовича, як згадує його учень М. Покровський «…повітова влада затвердила хор Леонтовича, як державну капелу при Брацлавському повіті… Капела і її учасники були взяті на державне забезпечення…».
Геніальний український композитор, визначний інтерпретатор української народної пісні, засновник нового напряму в хоровій музиці, яскравим втіленням якого став жанр хорової мініатюри. Його творча спадщина, педагогічна, диригентська діяльність стали промотором музично-громадського життя, виконавства і композиторської активності в бурхливі 1920-ті роки в Україні. Леонтович відмовився від духовного сану і став учителем музики і співу. Спочатку це була Чуківська сільська школа, далі Тиврів, Вінниця, станція Гришине на Донбасі. Всюди він організовує хори і апробує власні аранжування українських народних пісень. 1919 року в зв'язку з окупацією Києва денікінцями Леонтович знову повертається до Тульчина. Тут він продовжує організовувати хори, викладає музику і спів у загальноосвітніх школах, створює у містечку першу музичну школу і водночас починає працювати над оперою «На русалчин Великдень» (за однойменною віршованою казкою Б. Грінченка; лібрето Н.Танашевич). Композитор створив лише першу дію, яку остаточно завершив наш сучасник М. Скорик (1977 р.). Її прем'єра під «Русалчині луки» відбулася на сцені Національної опери України (1978 р.).

### Тульчин під радянською окупацією 1920—1941
У 1923 році місто стає центром округу(до якого входило 17 районів) — 30 окружне місто УРСР. У 20 рр. в місті розгорнулось промислове будівництво. У Тульчині вже діє десять підприємств — хлібопекарня, два млини, олійня, друкарня, електростанція та інші, засновується взуттєва та швейна фабрики. Будуються школи, лікарня, кінотеатр тощо. Швидко розгорталось житлове та культурне будівництво. У 1923 році відчинив двері краєзнавчий музей. 9 лютого 1932 р. постановою ВУЦВК на 4 позачерговій сесії ХІІ скликання утворено 5 областей в Україні, серед яких і Вінницька, до неї ввійшов Тульчинський район із центром — містом Тульчином.
У 1932—1933 роках мешканці Тульчина та околиць пережили сталінський геноцид. Під час організованого радянською владою Голодомору 1932—1933 років помер щонайменше 701 житель міста.
Німецько-радянська війна стала ще одним випробуванням для мешканців Тульчинщини. В оборонних боях на території району брали участь війська 18 армії Південного фронту Червоної Армії в складі 55 і 17 стрілецьких корпусів.

### Румунська окупація (1941—1944)
Німецькі війська захопили Тульчинський район 23 липня 1941 року. Його територія була підпорядкована румунській адміністрації у складі «Трансністрії». За опір румунам десятки жителів були піддані жорстоким тортурам та катуванням, а потім були розстріляні в Тираспольській тюрмі. Особливо жорстоко гітлерівці розправлялися з мирним єврейським населенням. З перших днів румунської окупації в Тульчині були розстріляні комуністичні активісти з сім'ями. 7 грудня 1941 р. понад 4 тисячі тульчинців було загнано в табір смерті в с. Печеру. Туди ж було переміщено переміщено євреїв  Тульчинського, Шпиківського та інших районів. У могилах поблизу Печерського лісу поховано близько 8 тисяч жертв нацистського терору.

### УРСР (1944—1991)
15 березня 1944 року в Тульчин повернулася радянська влада на багнетах 27 армії ІІІ повітрянодесантної дивізії Червоної Армії під командуванням генерал-майора І. Конєва.
Близько тисячі уродженців міста не повернулися з фронту до своїх рідних домівок. У сквері Слави радянською владою було відкрито монумент воякам, що загинули під часі війни на боці СРСР.
Після закінчення війни почалося повернення міста до мирного життя: відновлені пошкоджені і зруйновані житлові і суспільні будівлі, пущені в лад промислові підприємства, знов запрацювали школи, лікарні. У подальші роки проводилося будівництво нових житлових будівель, створення промислових підприємств, магазинів, шкіл, нових корпусів лікарні, культурно-побутових закладів тощо.

### Незалежна Україна

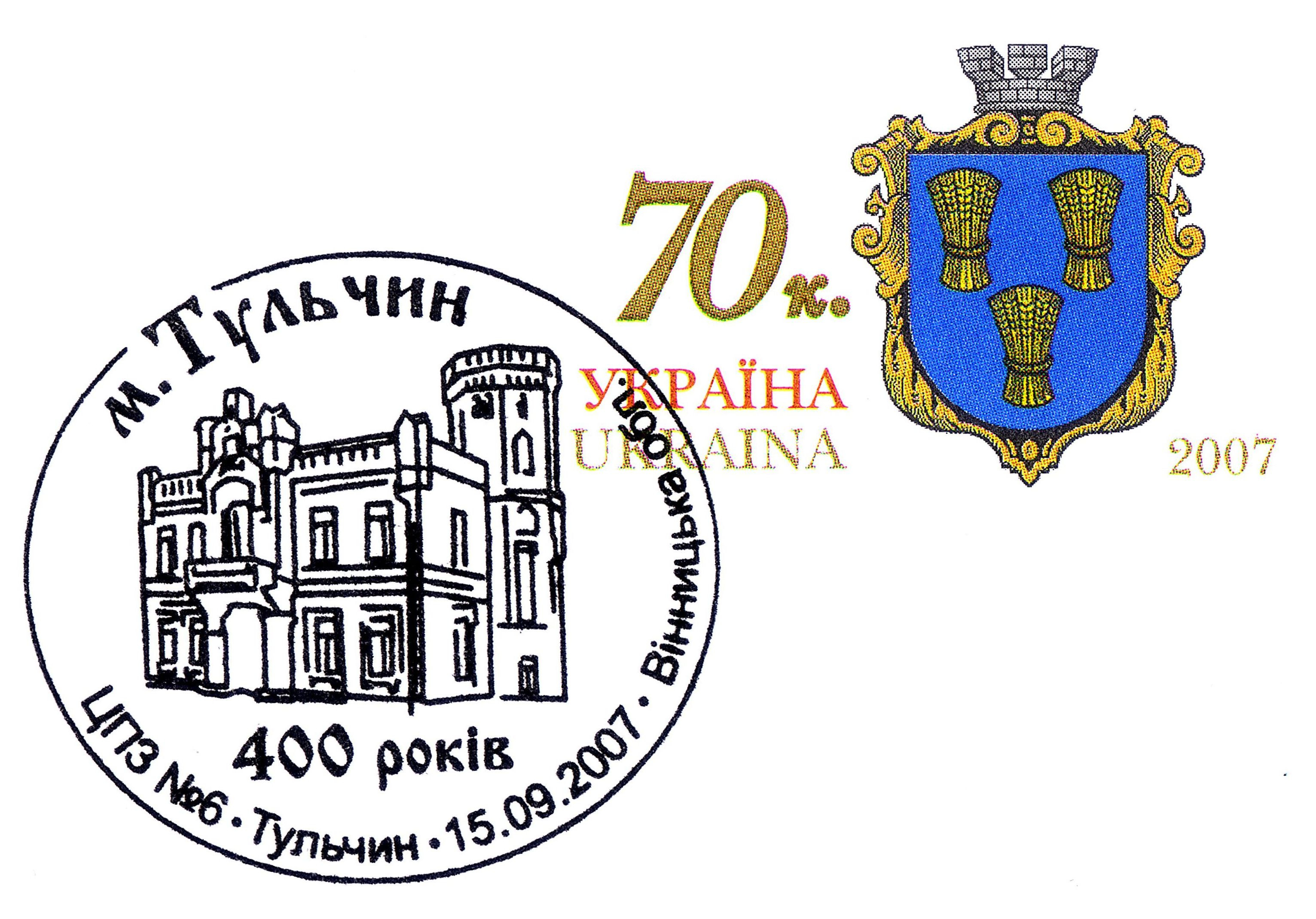
Марка на честь 400-ліття Тульчина (спеціальне гасіння). 2007

З 24 серпня 1991 року місто належить до вільної України.
У постперебудовні роки, незважаючи на економічні труднощі, жителям міста вдалося в основному зберегти потенціал, накопичений за всі попередні роки. Активно розвивається малий і середній бізнес.
18 листопада 2017 року архієпископ Вінницький і Брацлавський Михаїл в Тульчині звершив чин освячення храму УПЦ КП на честь Вознесіння Господнього.

## Населення
У середині минулого століття в Тульчині налічувалось 1164 будівлі (дворових господарств), у 1858 році в місті мешкало 11217 осіб. У 1861 році, після скасування кріпацтва, інтенсивно почала розвиватись економіка міста, відповідно зростало населення — у 1888 році тут вже проживало 12685 мешканців. За даними всеросійського перепису на 28 січня (9 лютого) 1897 року в місті налічувалось 16245 осіб (з них 61,90 % — євреї). За результатами всесоюзного перепису 1926 року — 12600 осіб, 1939 — 13500 осіб, 1959 — 12500 осіб, 1970 — 14279 осіб, 1989 — 17100 осіб. За даними першого всеукраїнського перепису 2001 року в місті мешкало 16136 осіб.
| Рік  | Чисельність | Чисельність |
| ---- | ----------- | ----------- |
| 1778 | 440         |             |
| 1849 | 1164        |             |
| 1858 | 11 217      |             |
| 1885 | 11 970      |             |
| 1888 | 12 685      |             |
| 1893 | 13 057      |             |

| Рік  | Чисельність | Чисельність |
| ---- | ----------- | ----------- |
| 1897 | 16 245      |             |
| 1905 | 13 252      |             |
| 1923 | 11 702      |             |
| 1926 | 17 391      |             |
| 1931 | 13 485      |             |
| 1939 | 13 452      |             |

| Рік  | Чисельність | Чисельність |
| ---- | ----------- | ----------- |
| 1959 | 12 492      |             |
| 1970 | 14 271      |             |
| 1979 | 15 901      |             |
| 1989 | 16 043      |             |
| 2001 | 16 136      |             |
| 2005 | 15 655      |             |

| Рік  | Чисельність | Чисельність |
| ---- | ----------- | ----------- |
| 2011 | 15 631      |             |
| 2021 | 14 668      | [ 10 ]      |
| 2022 | 14 446      | [ 11 ]      |

| Рік  | Чисельність | Чисельність |
| ---- | ----------- | ----------- |
| 1778 | 440         |             |
| 1849 | 1164        |             |
| 1858 | 11 217      |             |
| 1885 | 11 970      |             |
| 1888 | 12 685      |             |
| 1893 | 13 057      |             |

| Рік  | Чисельність | Чисельність |
| ---- | ----------- | ----------- |
| 1897 | 16 245      |             |
| 1905 | 13 252      |             |
| 1923 | 11 702      |             |
| 1926 | 17 391      |             |
| 1931 | 13 485      |             |
| 1939 | 13 452      |             |

| Рік  | Чисельність | Чисельність |
| ---- | ----------- | ----------- |
| 1959 | 12 492      |             |
| 1970 | 14 271      |             |
| 1979 | 15 901      |             |
| 1989 | 16 043      |             |
| 2001 | 16 136      |             |
| 2005 | 15 655      |             |

| Рік  | Чисельність | Чисельність |
| ---- | ----------- | ----------- |
| 2011 | 15 631      |             |
| 2021 | 14 668      | [ 10 ]      |
| 2022 | 14 446      | [ 11 ]      |

### Динаміка зміни населення
Чисельність населення Тульчина, станом на 1 січня 2022 року, налічує 14,446 осіб.

### Національний склад
Розподіл населення за національністю за даними перепису 2001 року:
| Національність  | Відсоток |
| --------------- | -------- |
| українці        | 92,79%   |
| росіяни         | 5,06%    |
| євреї           | 0,85%    |
| молдовани       | 0,25%    |
| вірмени         | 0,19%    |
| білоруси        | 0,17%    |
| поляки          | 0,15%    |
| роми            | 0,15%    |
| інші/не вказали | 0,39%    |

### Мовний склад
Рідна мова населення за даними перепису 2001 року:
| Мова            | Чисельність, осіб | Доля   |
| --------------- | ----------------- | ------ |
| Українська      | 14 898            | 94,01% |
| Російська       | 861               | 5,43%  |
| Єврейська       | 21                | 0,13%  |
| Ромська         | 16                | 0,10%  |
| Вірменська      | 15                | 0,09%  |
| Румунська       | 14                | 0,09%  |
| Білоруська      | 7                 | 0,04%  |
| Польська        | 1                 | 0,01%  |
| Інші/Не вказали | 14                | 0,10%  |
| Разом           | 15 847            | 100%   |

## Економіка
Промисловість міста представлена такими галузями: харчова (ВАТ «Тульчинський маслосирзавод» (торгова марка «Тульчинка»), ТОВ «Тульчинм'ясо» (обидва входять до складу групи компаній «ТЕРРА ФУД»), ВАТ «Тульчинський хлібокомбінат», ТОВ «Діана»(завод продтоварів), ТОВ «Тульчинський консервний завод»; легка ВАТ «Тульчинська швейна фабрика», ТОВ «Двін» (взуттєва фабрика). Також в місті працюють кілька будівельних підприємств та організацій, ТОВ «Тульчинський Агромаш», «Тульчинське лісомисливське господарство» тощо.

## Транспорт
У місті працюють два автотранспортних підприємства (1 — вантажні, 2 — пасажирські перевезення). Діє автовокзал та автобусне сполучення з основними містами області та України. Міський громадський транспорт має у своєму складі: маршрутне таксі та три служби легкового таксі.

### Охорона здоров'я
Районна лікарня, районна поліклініка, дитяча консультація, стомотологічна поліклініка, туберкульозний диспансер.

Тульчинський технікум ветеринарної медицини БНАУ

## Освіта та культура
4 загальноосвітні школи, 5 дошкільних дитячих закладів, музична дитяча школа, 2 спортивні школи, 3 вищих навчальних заклади (технікум ветеринарної медицини, училище культури, вище професійно-технічне училище № 41).
Кінотеатр, будинок культури, 8 бібліотек, зокрема найбільша Тульчинська центральна районна бібліотека. 2019 року в Тульчині вперше було проведено фестиваль Щедрика

### ЗМІ
Районна газета «Тульчинський край» заснована 1925 р., районне радіо частота мовлення 105.5 Мгц.
«Успіх» газета безкоштовних оголошень.

## Пам'ятки архітектури

Краєзнавчий музей, колишній будинок Декабристів (XVIII ст.)
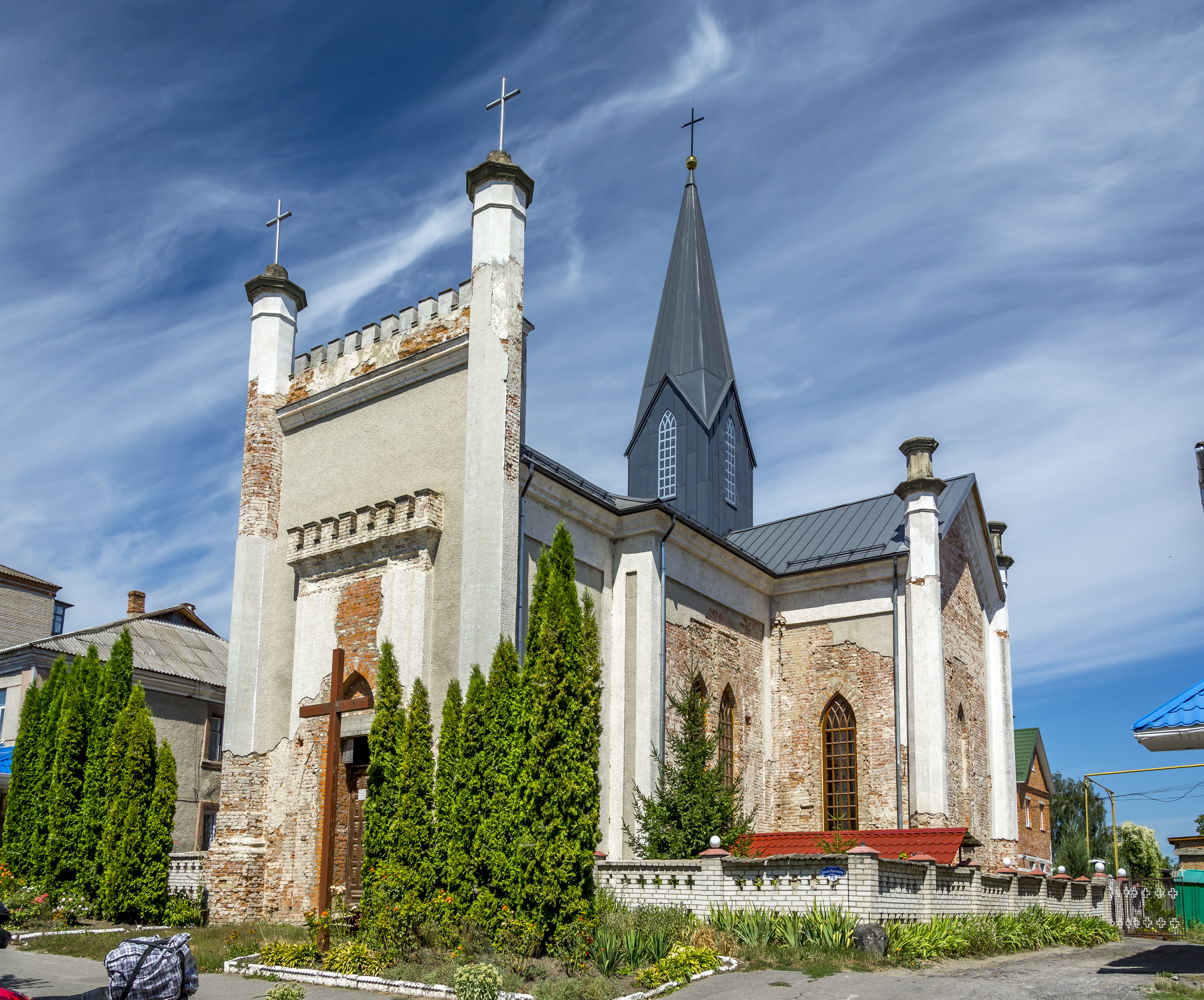
Костел Святого Станіслава
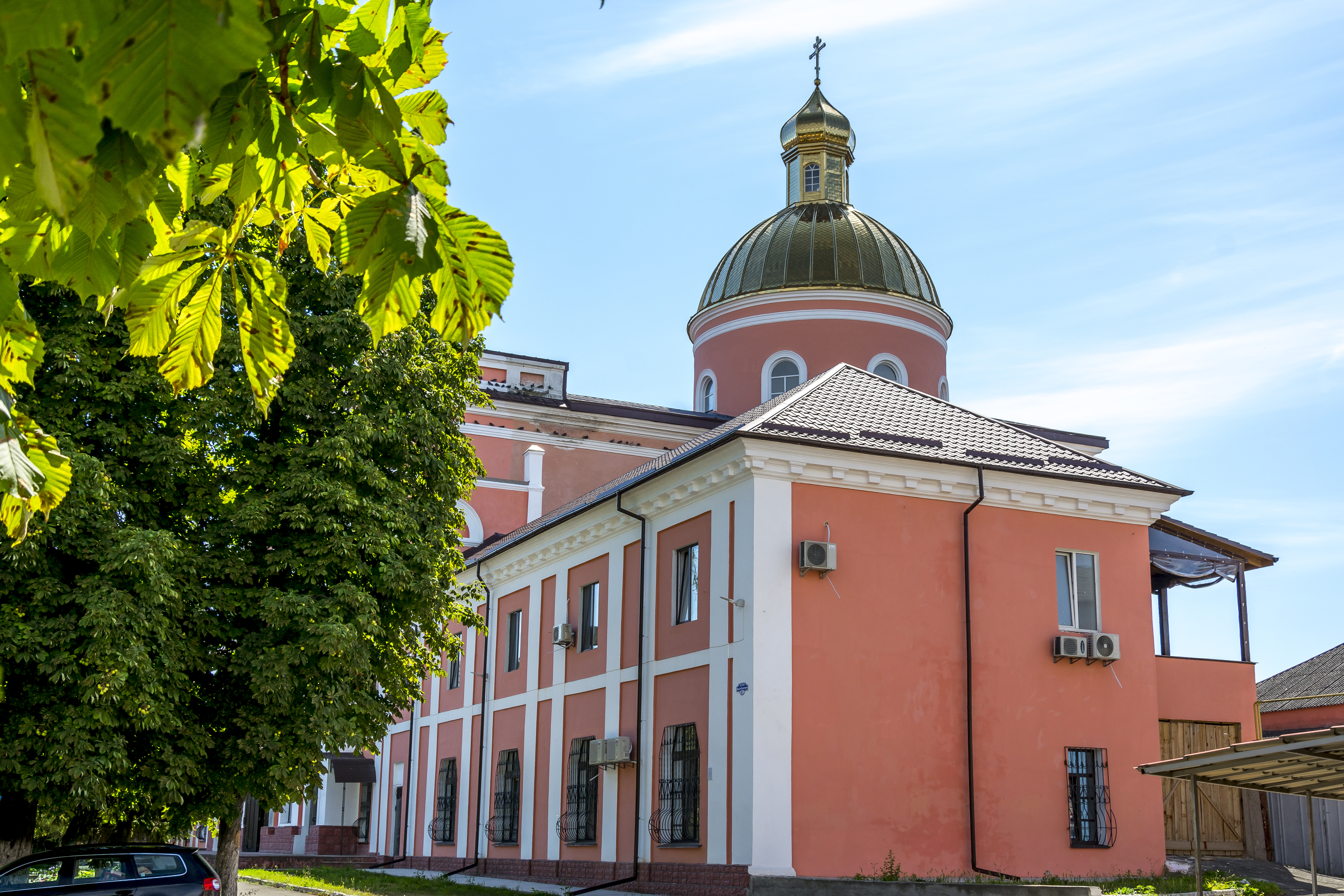
Катедральний собор Різдва Христового
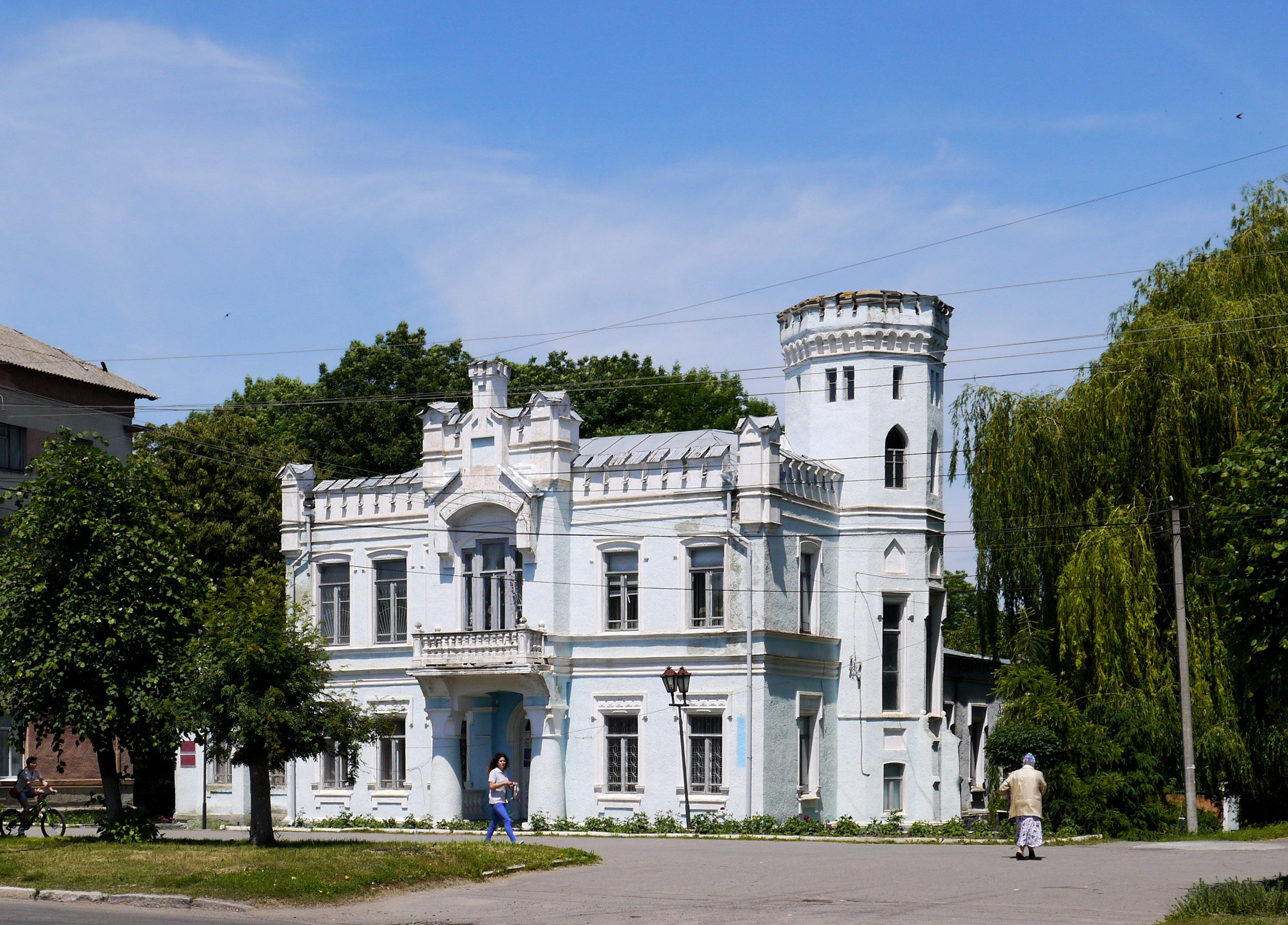
Особняк 1905 р., вул. Соборна
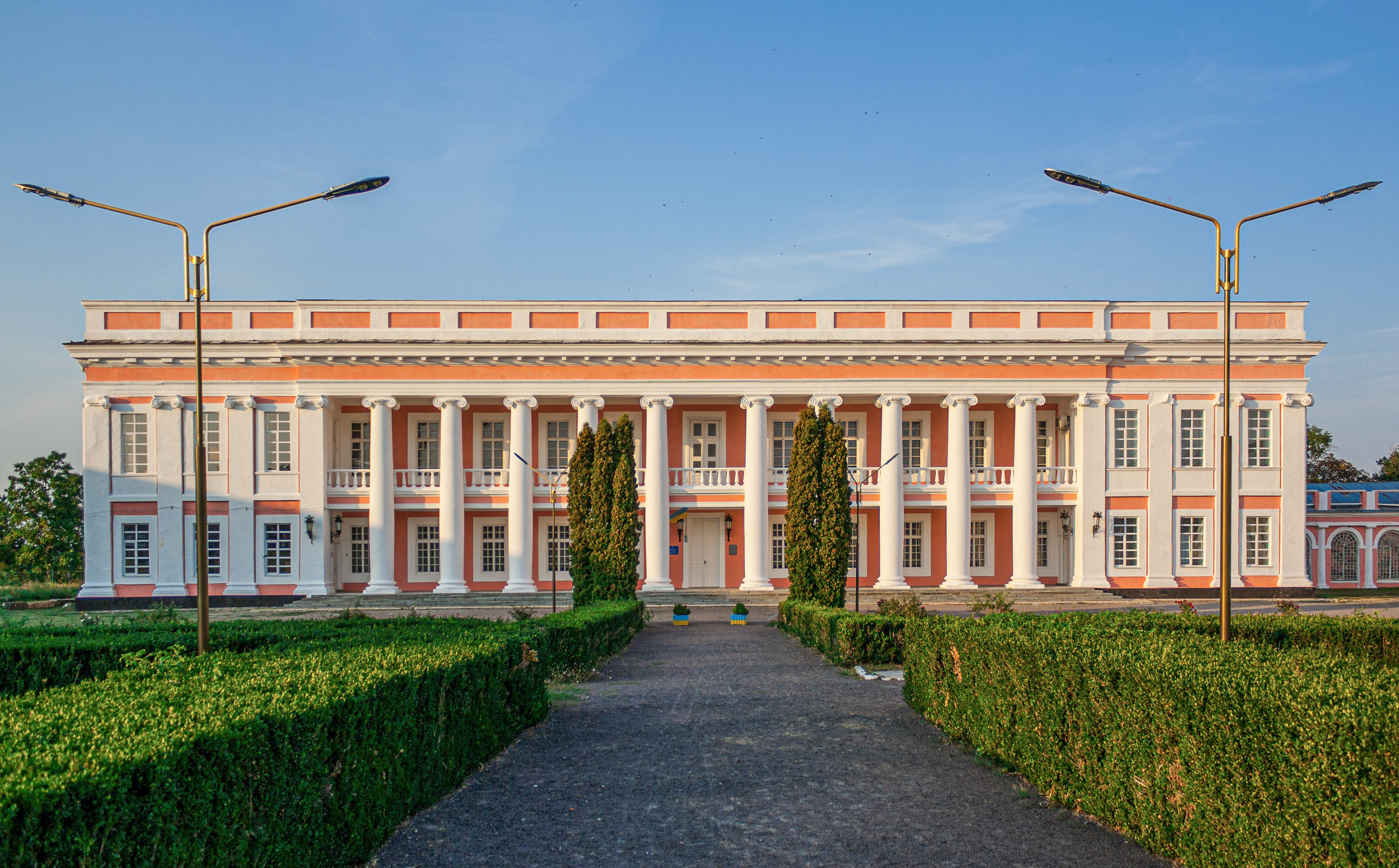
Палац Потоцьких

- Палац Потоцьких (Тульчин) (XVIII-XIX ст.);
- Будинок Декабристів (XVIII ст. тепер краєзнавчий музей);
- Успінська церква з дзвіницею (1789 р.);
- Римо-католицький костел Святого Станіслава (XIX ст.);
- Катедральний собор Різдва Христового, колись Домініканський собор та монастир (XVIII ст.);
- Житлові будинки (XVIII-XIX ст.);
- Старе єврейське кладовище.

## Музеї та пам'ятники

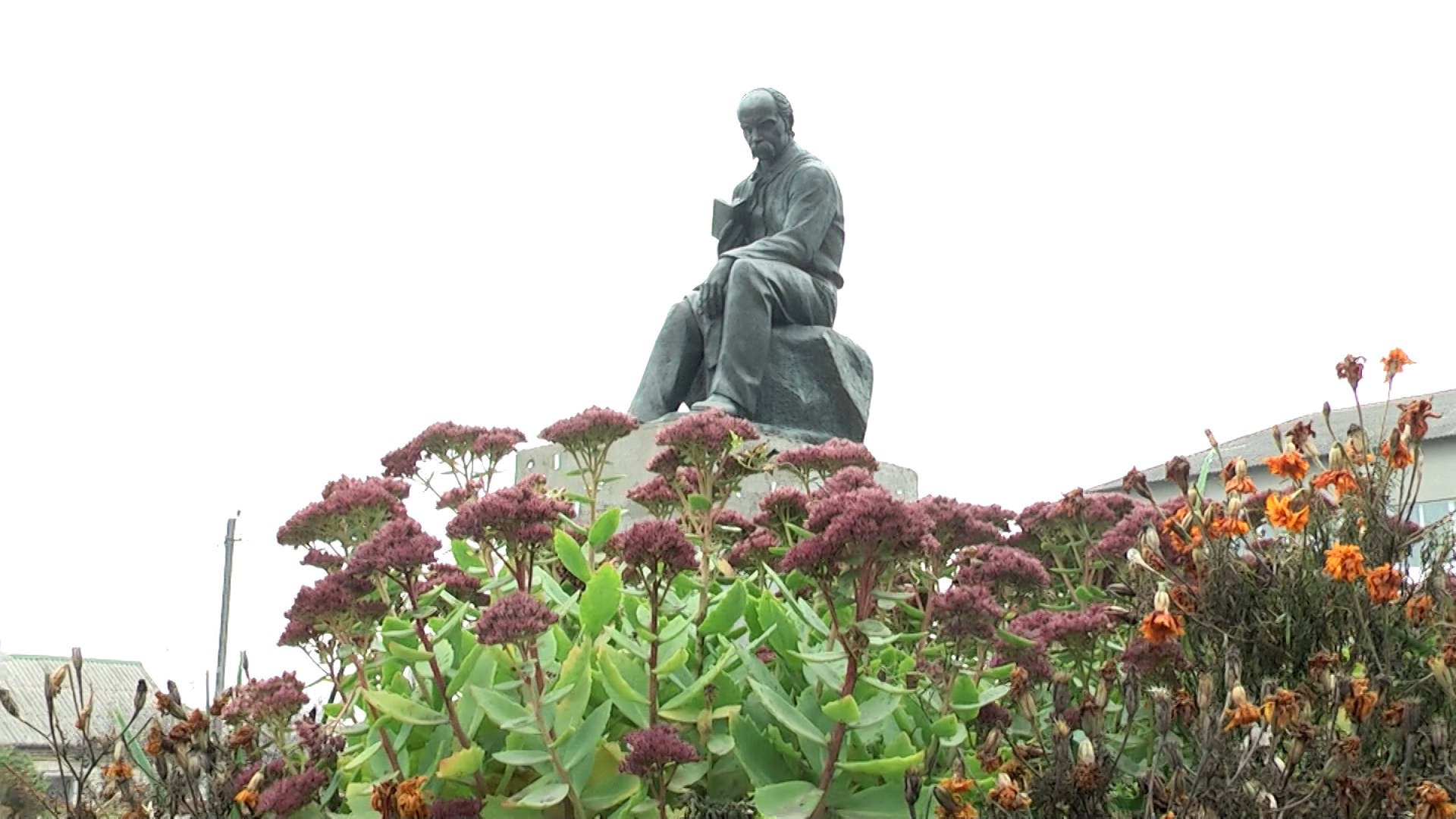
Пам'ятник Тарасові Шевченку

- Тульчинський краєзнавчий музей (вул. Гагаріна, 1)
- Музей-садиба Миколи Леонтовича (вул. Леонтовича, 2)
- Музей декабристів знаходиться на реконструкції з початку 1990-х років.
- Пам'ятники Миколі Леонтовичу Миколі, Тарасові Шевченку, Павлу Пестелю.

9 грудня 2022 року в Тульчині демонтовані пам'ятники російському полководцю Олександру Суворову та поету Олександру Пушкіну. Рішення про демонтаж пам'ятників, що пов'язані з історією і культурою РФ, було прийнято 30 листопада 2022 року на позачерговій сесії Тульчинської міської ради, за знесення проголосували 24 депутати.

### Малодосліджені артефакти
Під містом міститься мережа підземних споруд, які збудовані ще у середньовіччі і використовувалися населенням з метою захисту від ворогів. Граф Станіслав «Щенсний» Потоцький мав тунелі, які використовував у транспортних цілях. Вони з'єднували Комплекс палацу Потоцьких з іншими об'єктами міста.

## Пам'ятки природи
- Софора японська — ботанічна пам'ятка природи місцевого значення.
- Алея вікових лип — ботанічна пам'ятка природи місцевого значення.

## Відомі люди

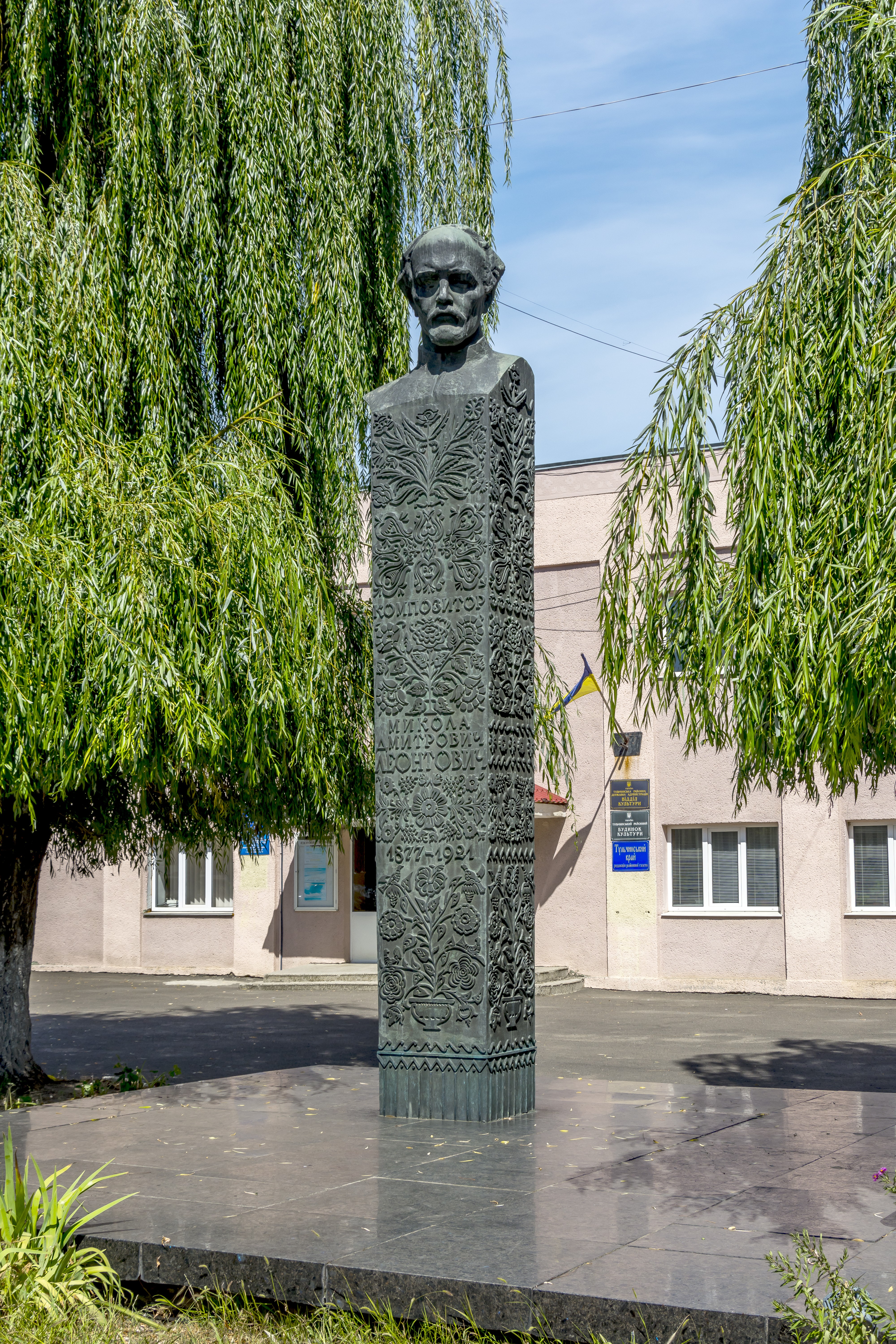
Пам'ятник Миколі Леонтовичу

### Народилися в місті
- Авінов Андрій Миколайович (1884—1949) — американський і російський ентомолог, мандрівник, художник, музеє- та мистецтвознавець, колекціонер, дипломат.
- Васюра Анатолій Степанович – український науковець, відмінник освіти України (2003), заслужений працівник освіти України, професор Вінницького національного технічного університету.
- Висоцький Юзеф (1809—1873) — польський військовий, учасник двох польських повстань і Угорської революції 1848—1849 років.
- Дейч Лев — громадський діяч, історик.
- Зельдович Григорій Борисович (1906—1988) — радянський український редактор, кінокритик, викладач
- Кержнер Олександр Хацкельович (1912—1981) — український живописець.
- Косевич Арнольд Маркович (1928—2006) — український фізик, доктор фізико-математичних наук, професор.
- Кузьменко Володимир Данилович (1948—2007) — письменник.
- Кузьмінський Олександр Хомич — генерал-хорунжий Армії УНР[18].
- Литвак Кім Львович (1930—2003) — український скульптор.
- Лукашенко Микола Федорович — український художник.
- Міхельсон Володимир — вчений-фізик і геофізик, метеоролог, один з основоположників актинометрії, професор.
- Отелін Олександр Анатолійович (1904—1981) — український анатом, доктор медичних наук, професор.
- Пелешко Олександр Петрович — український художник.
- Плешкановська Алла Михайлівна — український вчений-містобудівник, професор.
- Покиньчереда Ростислав Васильович (2001—2022) — лейтенант Збройних сил України, учасник російсько-української війни.
- Потоцький Болеслав Станіславович (1805–1893) — дійсний статський радник, суспільний діяч з роду Потоцьких (найменший син Станіслава Щенсного Потоцького). Власник Немирівського палацу. Займався благодійністю у галузі народної освіти.
- Свенціцький Олександр Миколайович — підполковник Армії УНР.
- Хмелевський Юрій Миколайович — український поет.
- Шкляр Сергій Володимирович (нар. 1972) — заступник Міністра юстиції України з питань виконавчої служби (з березня 2015 р).
- Шандровський Володимир Данилович (1901—1985) — український диригент і педагог, професор Одеської консерваторії, учень Миколи Леонтовича.
- Кононенко Денис Юрійович (1987—2022) — Солдат загинув 19 лютого 2022 року.
- Галина Тимофіївна Мулик (11.12.1940) — учитель-методист, висококваліфікований педагог, Відмінник народної освіти УРСР, Заслужений вчитель України.

### Працювали відомі українські поети і письменники
- Марко Вовчок
- Анатолій Свидницький
- І. Стороженко
- Микола Маркевич.
- Олександр Горобець.

### Гостювали
- Павло Тичина
- Максим Рильський
- Микола Бажан

### Пов'язані з містом

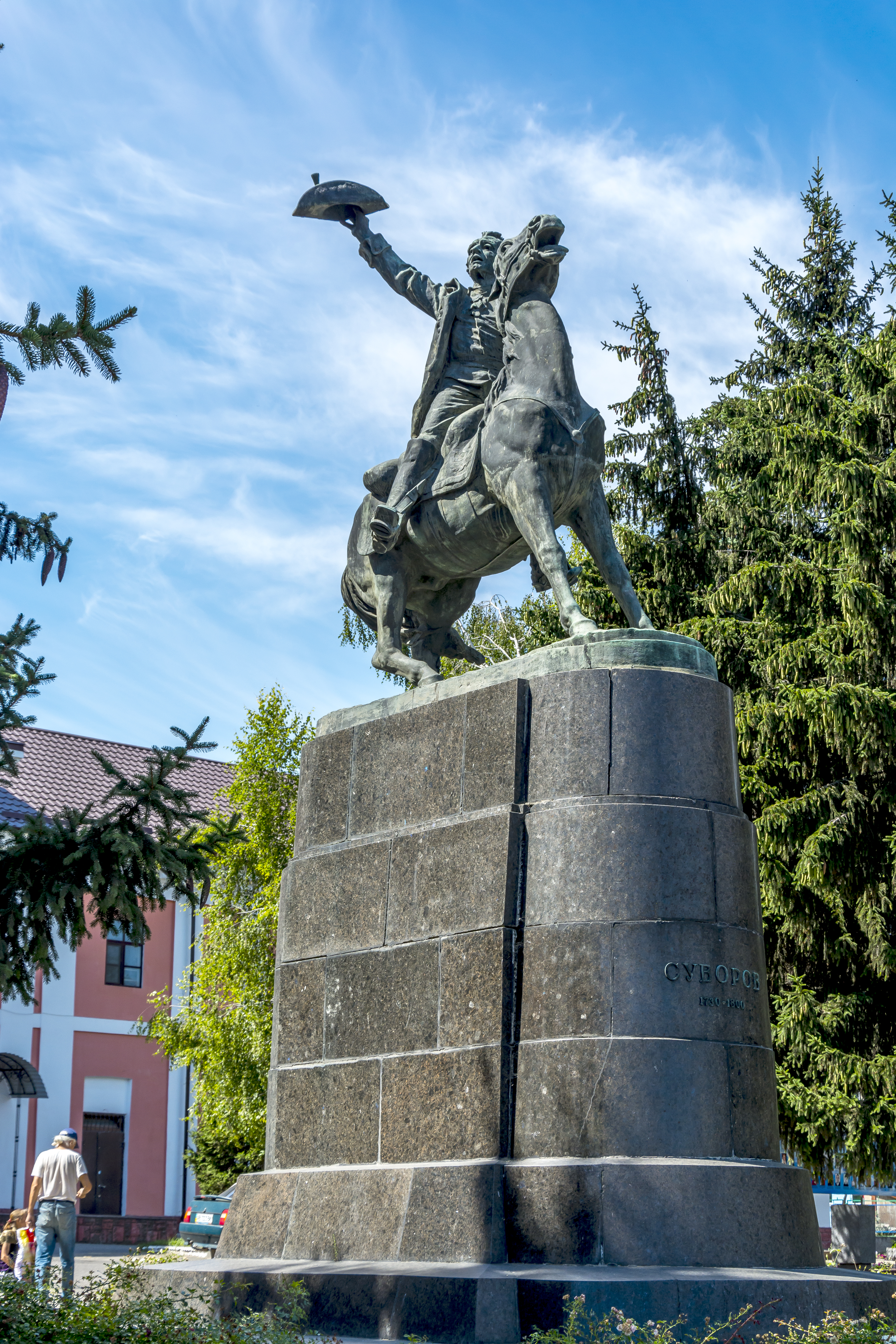
Колишній пам'ятник О. Суворову

- Іван Котляревський — видатний український письменник, поет, драматург, засновник сучасної української літератури
- Адам Калиновський — брацлавський староста, засновник міста, збудував в Тульчині дерев'яний домініканський костел, в якому був похований (1638 р.)
- Франц Салезій Потоцький — київський воєвода
- Станіслав Щенсний Потоцький — воєвода руський, маршалок Тарґовицької конфедерації, фундатор палацу, мурованого Домініканського костелу
- Максим Кривоніс — полковник, один з керівників козацько-селянських повстань в Україні під час Хмельниччини
- Іван Сошенко — український художник; на замовлення генерала Абази робив копії з образів Тульчинського палацу.
- Юліуш Словацький — видатний польський поет і драматург
- Станіслав Трембецький — польський поет, представник класицизму і рококо, придворний поет польського короля Станіслава Понятовського.
- Карл Рейхель — німецько-російський художник.
- граф Тадеуш Грабянка
- Погребняк Наталія Володимирівна — українська письменниця.
- Олександер Пушкін — російський поет
- Павло Пестель — дворянський революціонер, лідер декабристів в Україні.
- Олександр Суворов — російський воєначальник
- Дмитро Мельник — артист оригінального жанру, блогер.
- Грушко Любов Степанівна — заслужений працівник культури України[19].
- Шандровський Гліб Данилович — український співак (бас-профундо), учень Кирила Стеценка, Миколи Леонтовича і Олександра Кошиця, брат Володимира Шандровського.

## Галерея

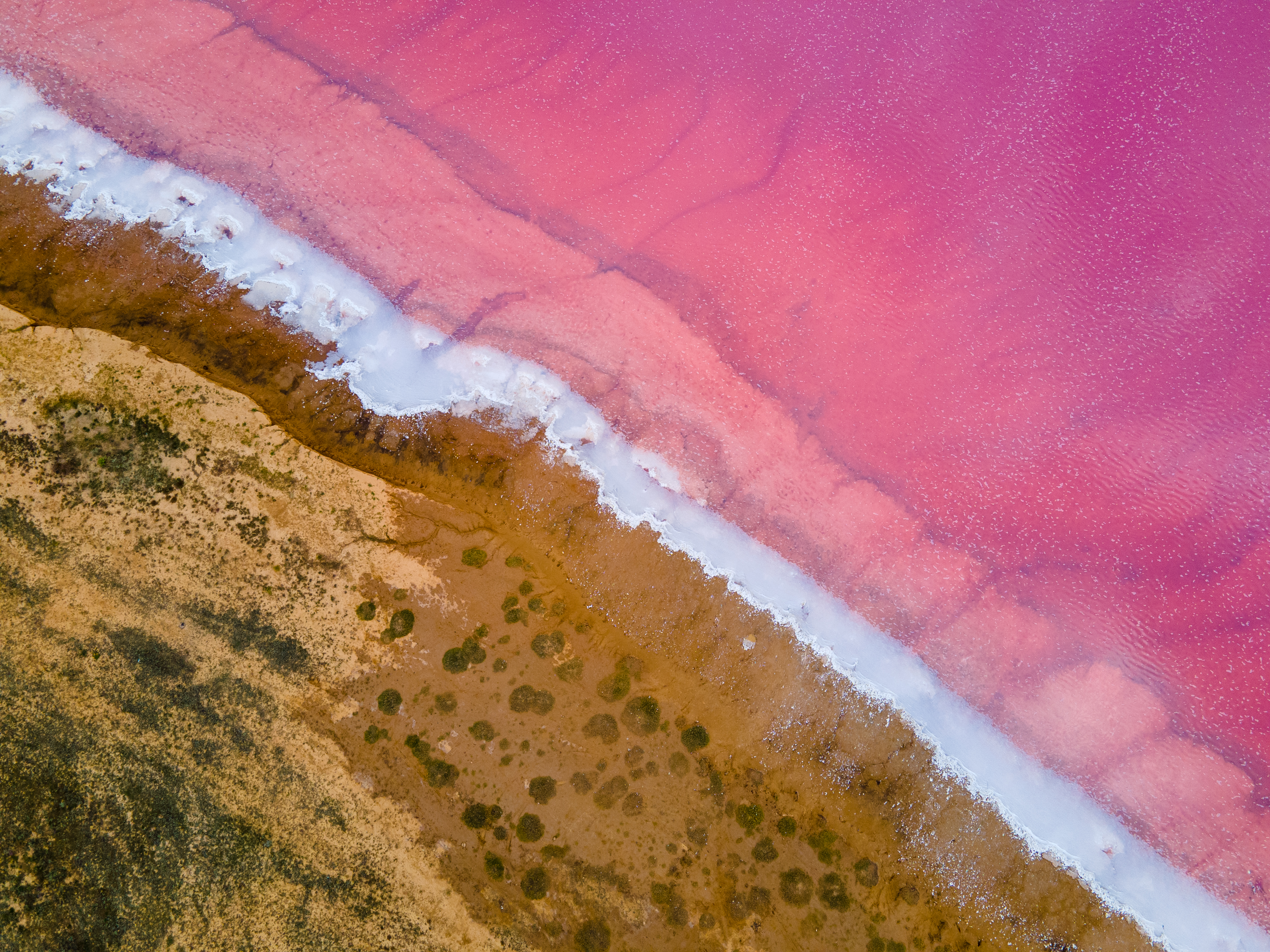
Місто з висоти пташиного польоту
Центральна вулиця Леонтовича
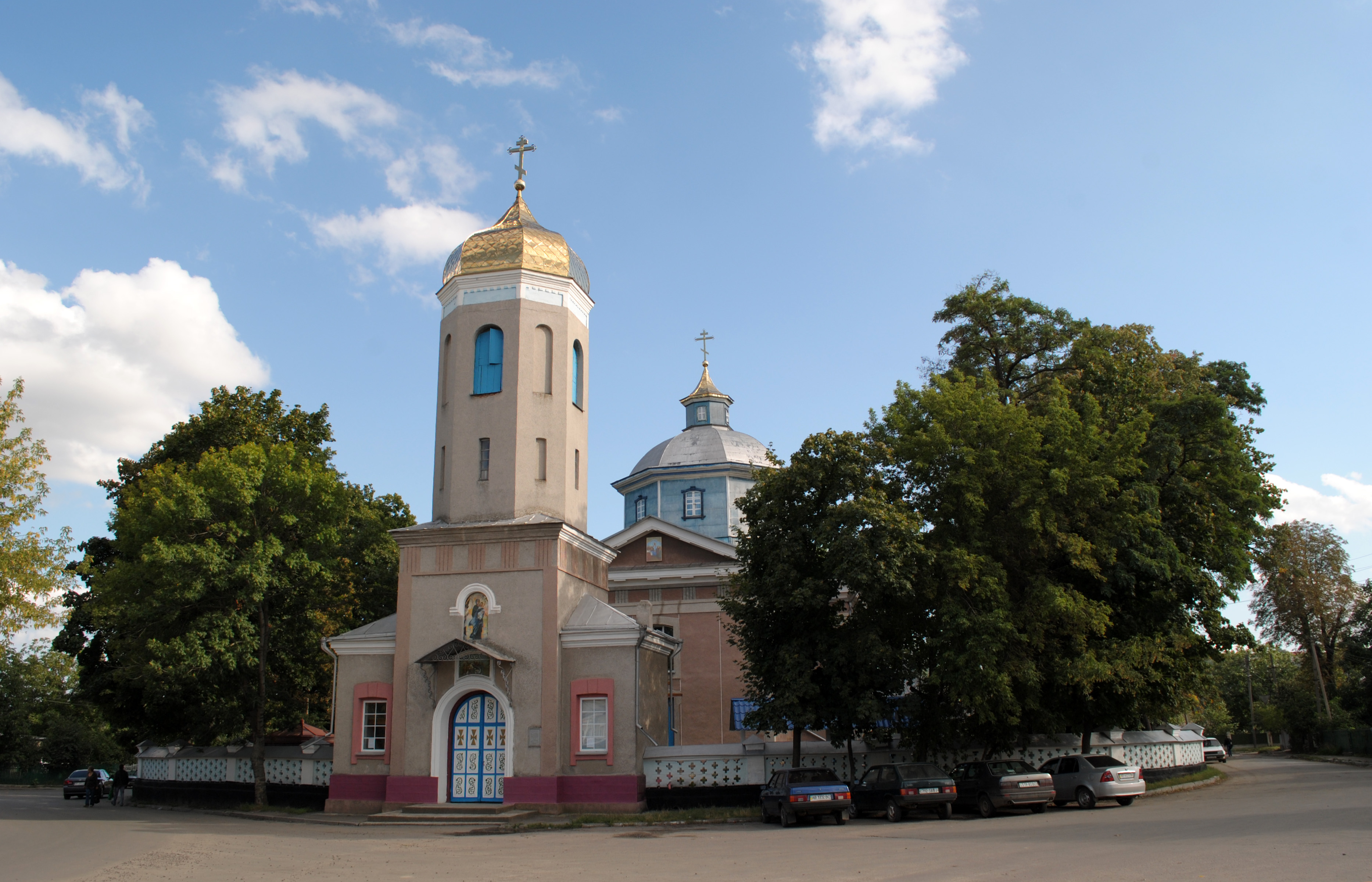
Успенська церква (XVIII ст.)
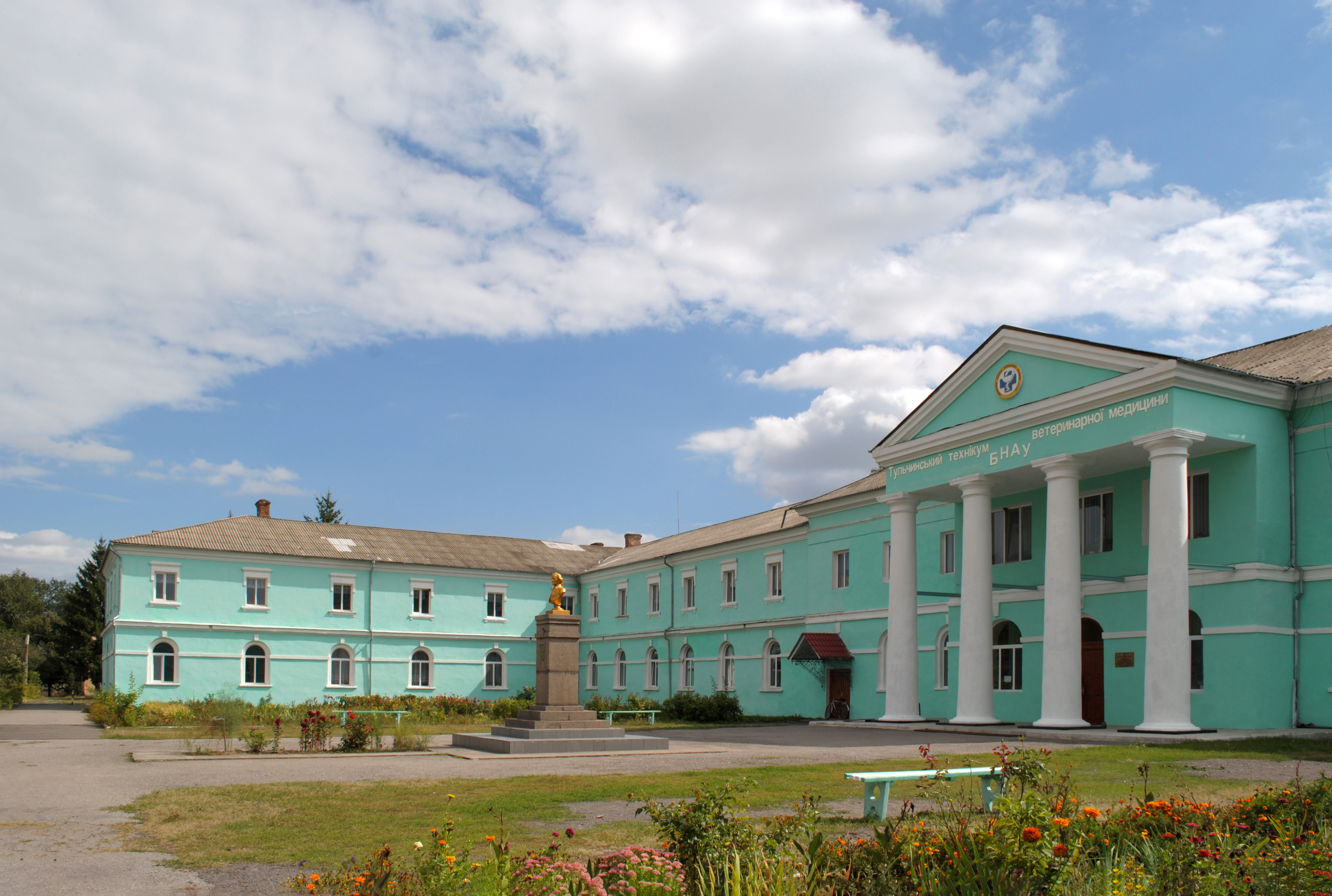
Малий палац Потоцького (XVIII ст.) нині один з корпусів веттехнікуму
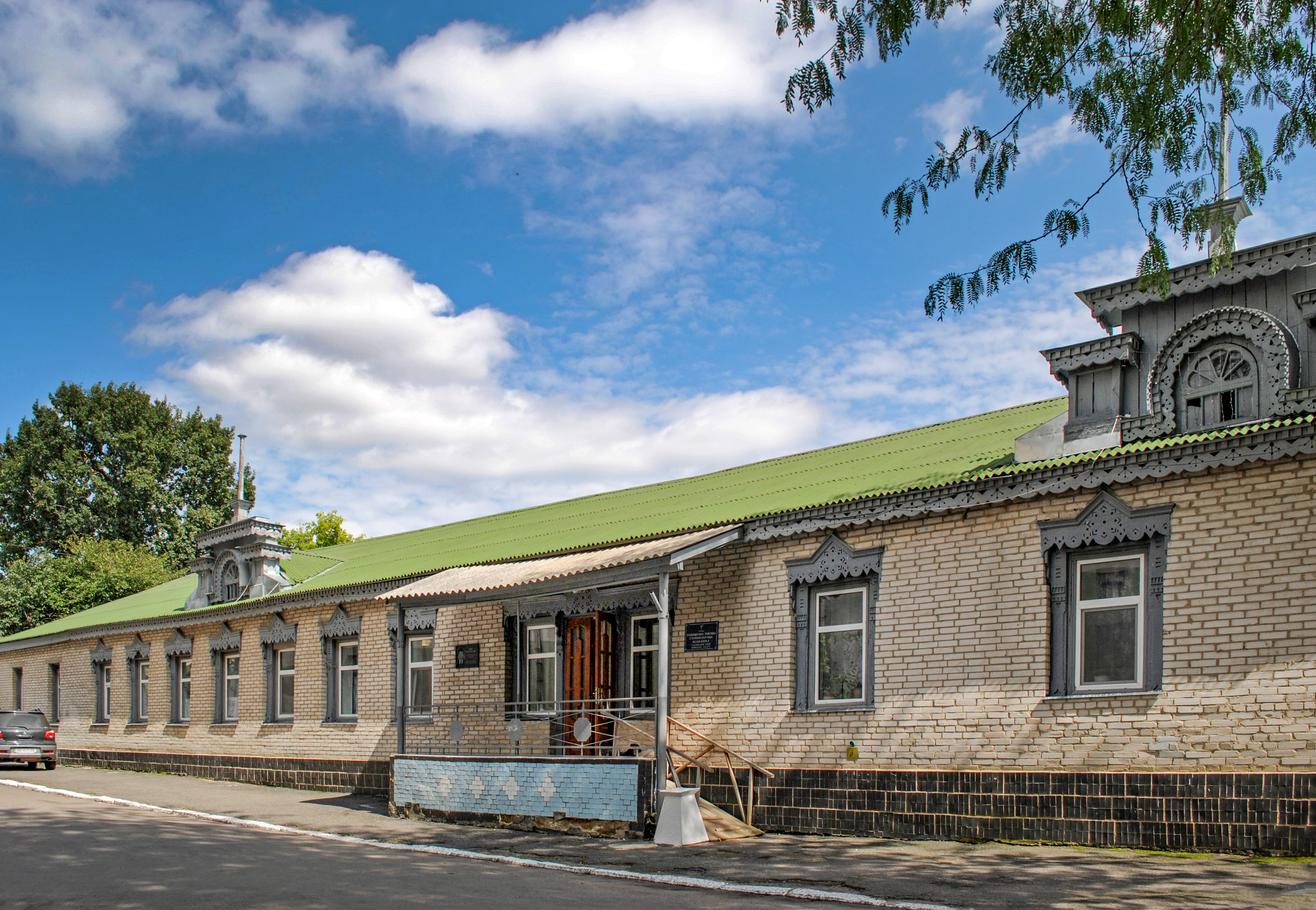
Житловий будинок (XVIII ст.)
ТРК «Європейський»
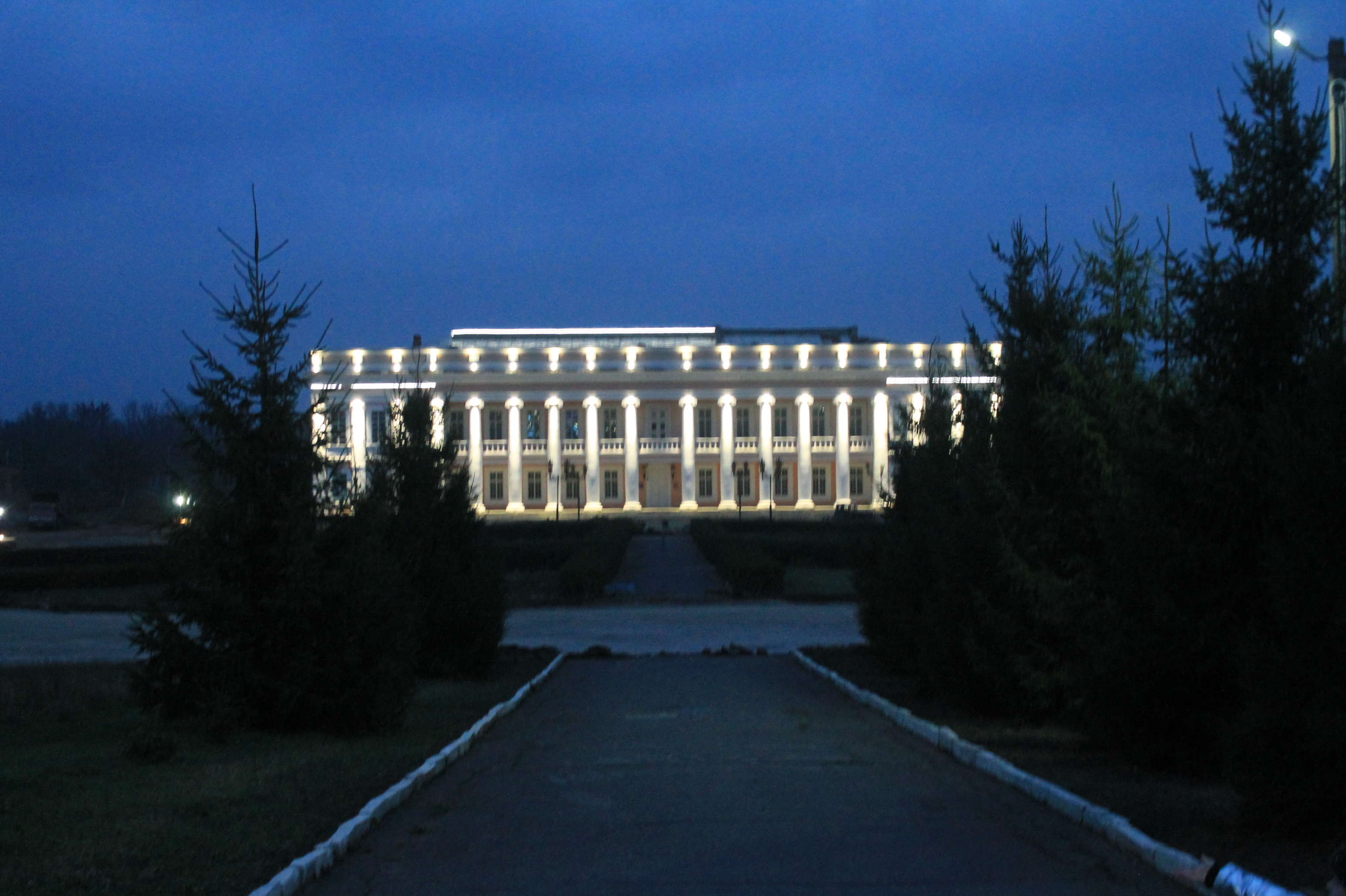
Палац Потоцьких увечері

Районний будинок культури
Школа №2
Школа №3
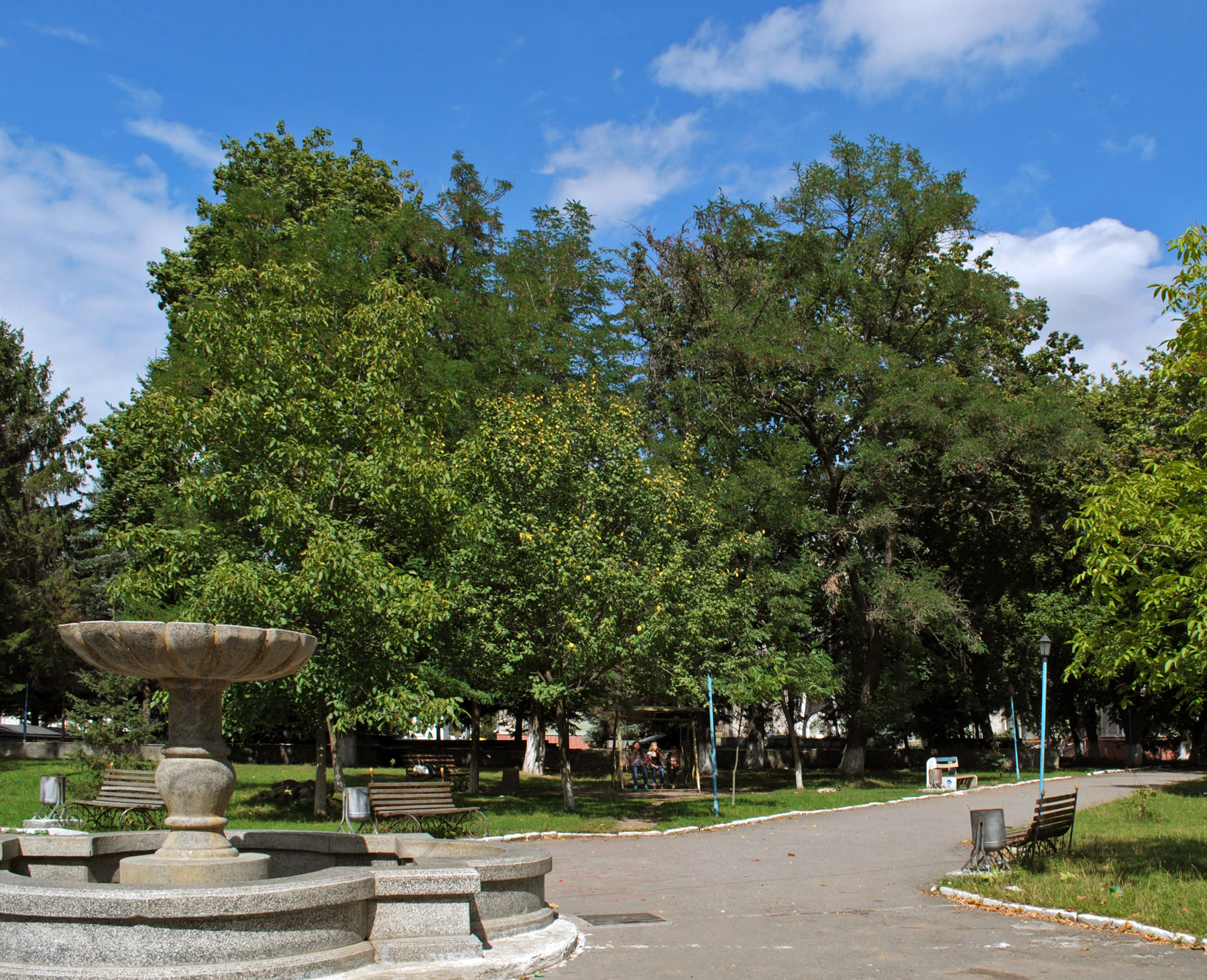
Міський парк
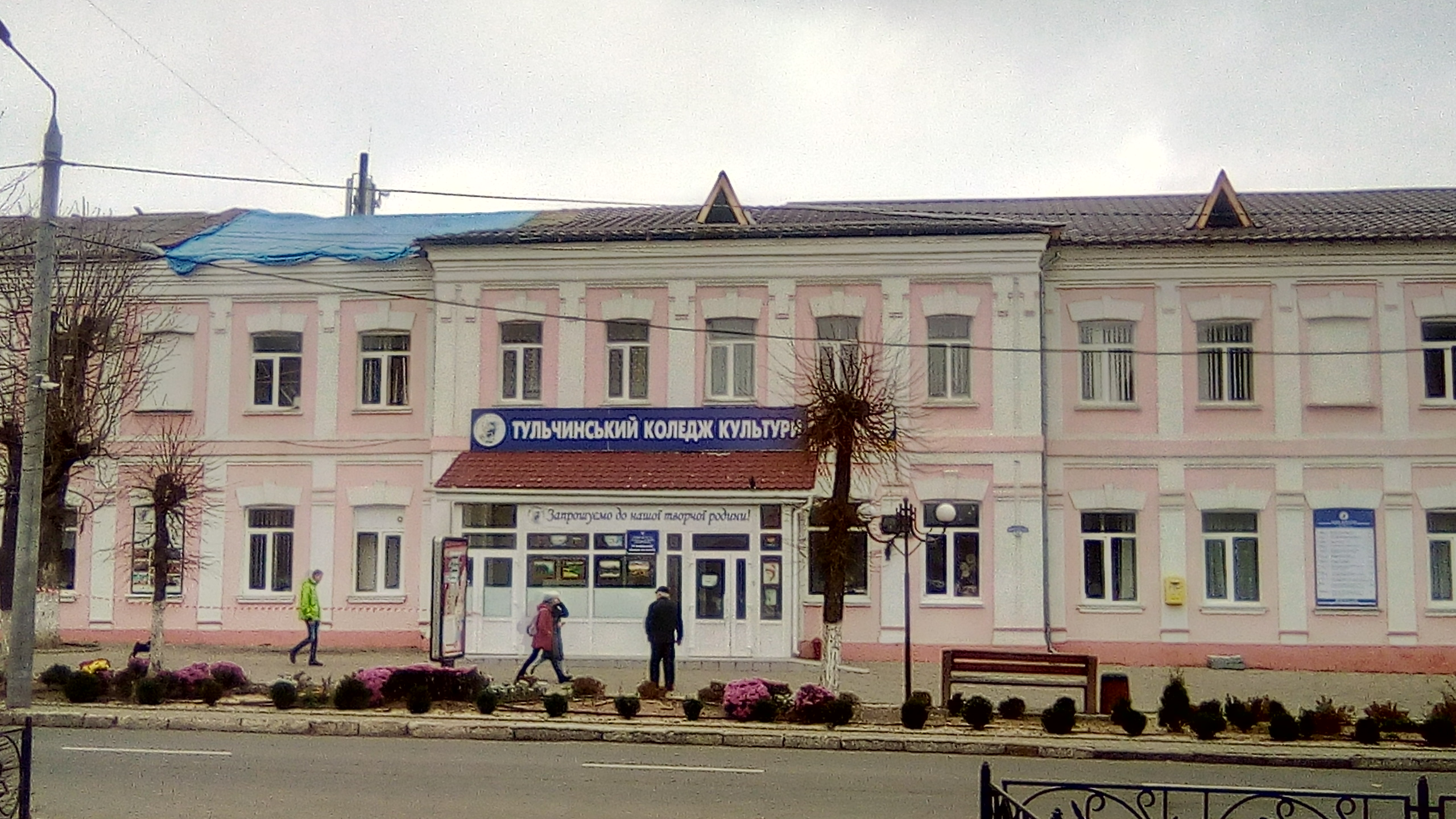
Тульчинський коледж культури
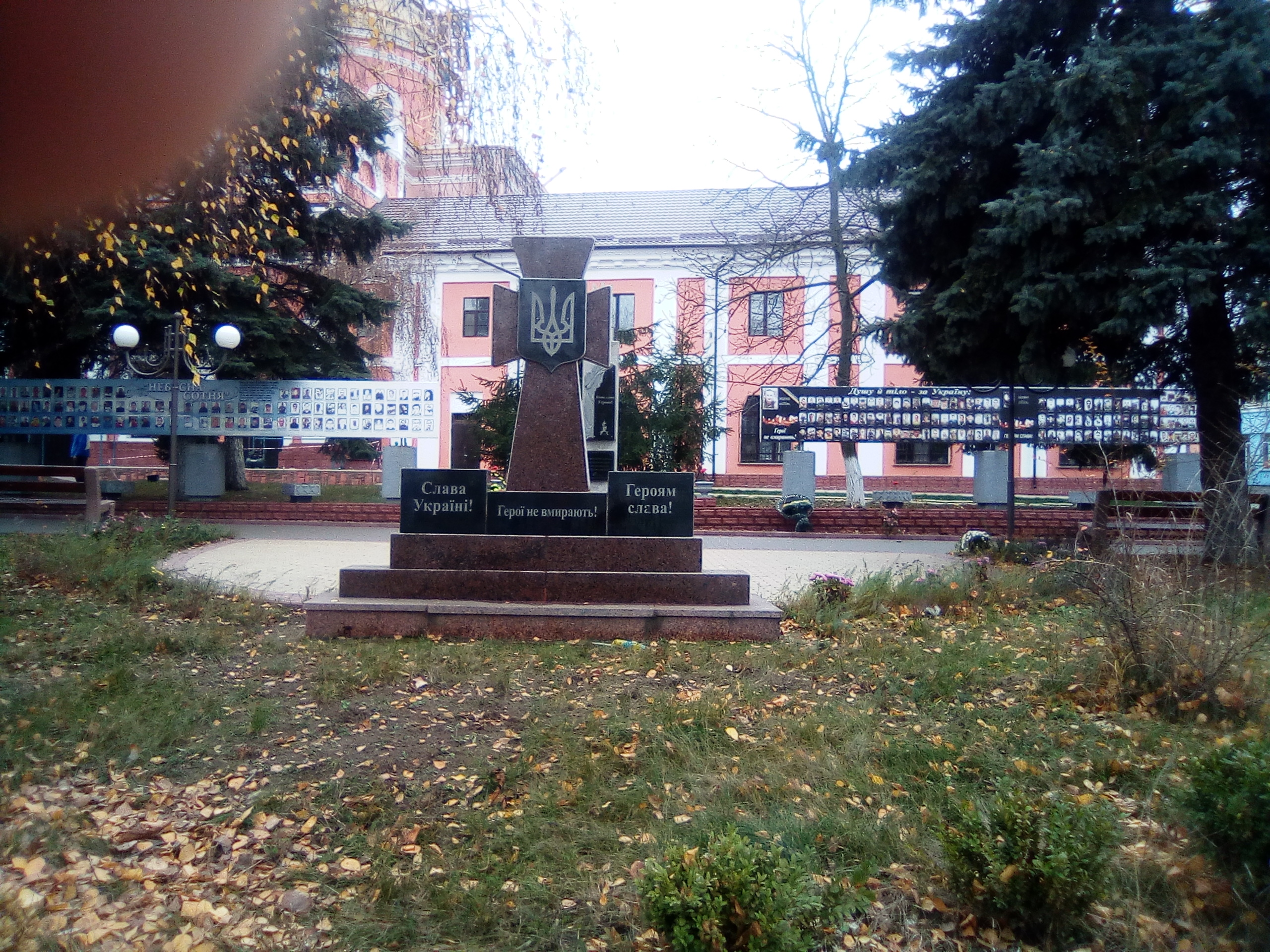
Пам’ятник героям АТО
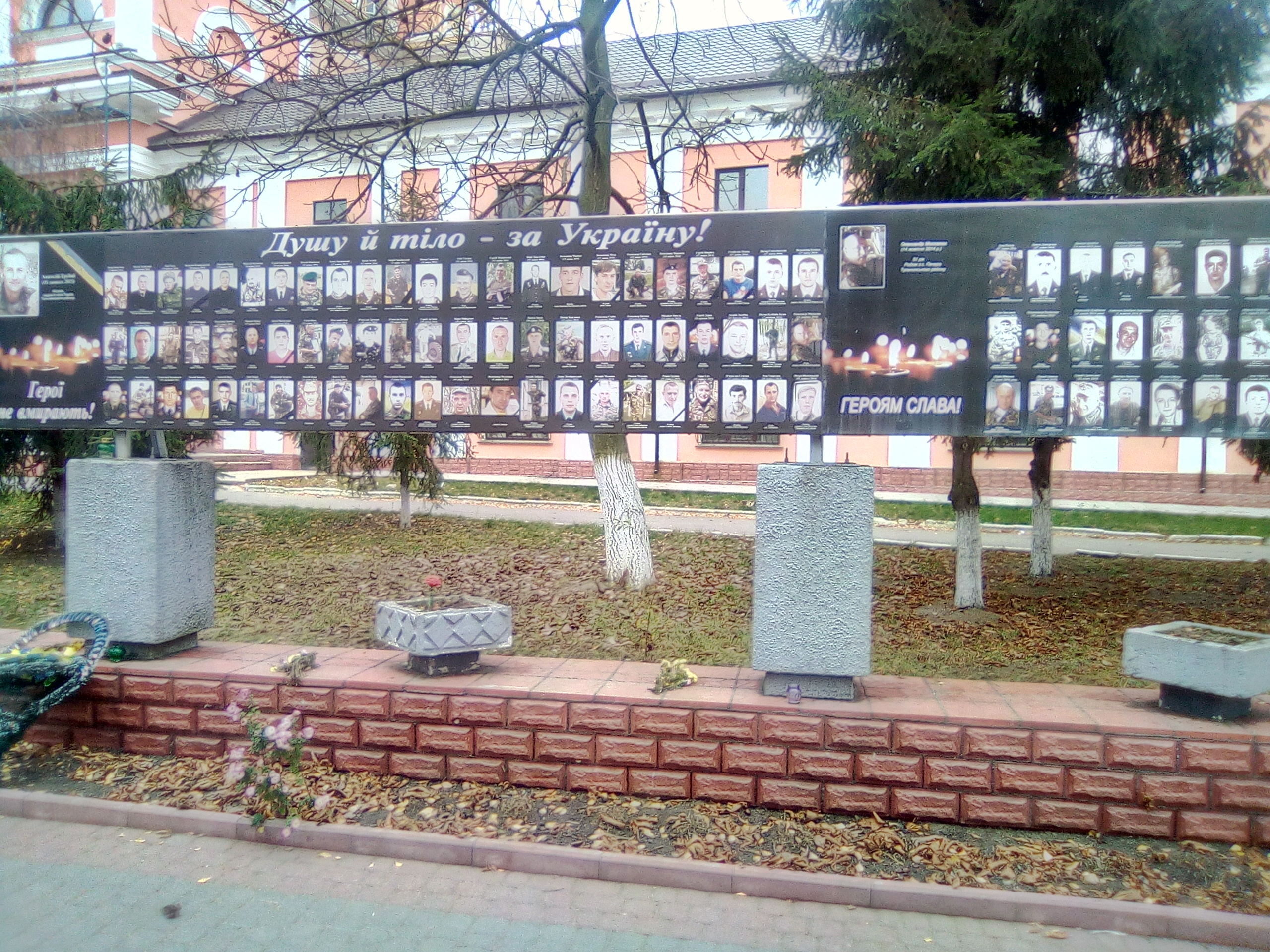
Стела Героїв російсько-української війни

## Виноски
1. ↑  Шаблон:UKR-EnumPopEstimate2024
2. ↑  Шаблон:UKR-EnumPopEstimate2024
3. ↑  Крикун, Микола (2008). Брацлавське воєводство у XVI-XVIII століттях (PDF). Видавництво Українського Католицького Університету.
4. ↑  Цифровий Атлас України Гарвардського Університету, Історичне Поділля. harvard-cga.maps.arcgis.com (Англійська та українська.) . Процитовано 15 квітня 2025.
5. ↑  Тульчин «Climate-Data.org» (англ.)
6. ↑  Оксана Лобко. Розвінчуючи міфи інтер'єру Тульчинського палацу
7. ↑  О. С. Пушкін. Євгеній Онегін. Уривки з 10-ї глави
8. ↑  Тульчин. Геоінформаційна система місць «Голодомор 1932—1933 років в Україні». Український інститут національної пам'яті. Процитовано 18 червня 2020.{{cite web}}:  Обслуговування CS1: Сторінки з параметром url-status, але без параметра archive-url (посилання)
9. ↑  Архієпископ Михаїл звершив чин освячення храму на честь Вознесіння Господнього міста Тульчина
10. ↑  Державна служба статистики України Чисельність наявного населення України на 1 січня 2021, Number of Present Population of Ukraine, as of January 1 2021 — Київ: Державна служба статистики України.
11. ↑  Державна служба статистики України Чисельність наявного населення України на 1 січня 2022 року — Київ: Державна служба статистики України.
12. ↑  Україна / Ukrajina «Pop-stat.mashke.org» (англ.)
13. ↑  Національний склад міст України за переписом 2001 року — datatowel.in.ua
14. ↑  Рідні мови в об'єднаних територіальних громадах України — Український центр суспільних даних
15. ↑  У Тульчині відбувся масштабний фестиваль легендарного "Щедрика". myvin.com.ua. Архів оригіналу за 15 травня 2020. Процитовано 20 січня 2020.
16. ↑  На Вінниччині влаштували фестиваль легендарного "Щедрика" (відео) - новини України. unian.ua. УНІАН. Архів оригіналу за 19 листопада 2019. Процитовано 20 січня 2020.
17. ↑  У Тульчині демонтували пам'ятники Суворова й Пушкіна. suspilne.media. 9 грудня 2022.
18. ↑  Тинченко Я. Офіцерський корпус Армії Української Народної Республіки (1917—1921): Наукове видання. — К. : Темпора, 2007. — С. . — ISBN 966-8201-26-4.
19. ↑  Указ президента України 71/2020